# Lambayeque (département)
Pour les articles homonymes, voir Lambayeque.
Le département de Lambayeque (prononcé en espagnol : [lambaˈʝeke]) est l'un des vingt-quatre départements qui, avec la province constitutionnelle de Callao et la province de Lima, composent la République du Pérou. Sa capitale est Chiclayo.
Le territoire connu pour son riche passé historique Moche et Chimú, le nom de la région provenant de l'ancienne civilisation pré-inca de Lambayeque qui a produit les plus belles pièces d'orfèvrerie de l'ancien Pérou.
Il est situé au nord-ouest du pays et est limité au nord par le département de Piura, à l'est par celui de Cajamarca, au sud par La Libertad et à l'ouest par l'océan Pacifique.
Il abrite une population de 1 310 785 habitants selon l'estimation et la projection de l'INEI, 2018-2020, réalisée en janvier 2020. Avec 14 231 km2, c'est le deuxième département le moins étendu - avant Tumbes - mais avec une densité de 92,1 c'est le deuxième plus densément peuplé, derrière Lima. Les campagnes et les zones de montagne sont peu peuplées (moins de 10 habitants au km2).

## Histoire
La légende raconte que dans les temps anciens, un grand radeau de balsa est arrivé sur les plages de la baie de San José. Formé par un brillant cortège de neuf guerriers étrangers, ce vaisseau était dirigé par un homme de grand talent et courage, nommé Naymlap, le fondateur mythique de la première civilisation du nord-ouest.

Les origines incertaines de la civilisation lambayeque (aux environs de l'an 700 à 1300 apr. J.-C.), admirées pour son orfèvrerie, remontent à ce légendaire roi Naylamp arrivé par la mer et qui instaure dans la région le culte de Yampallec (ou Nampallec).

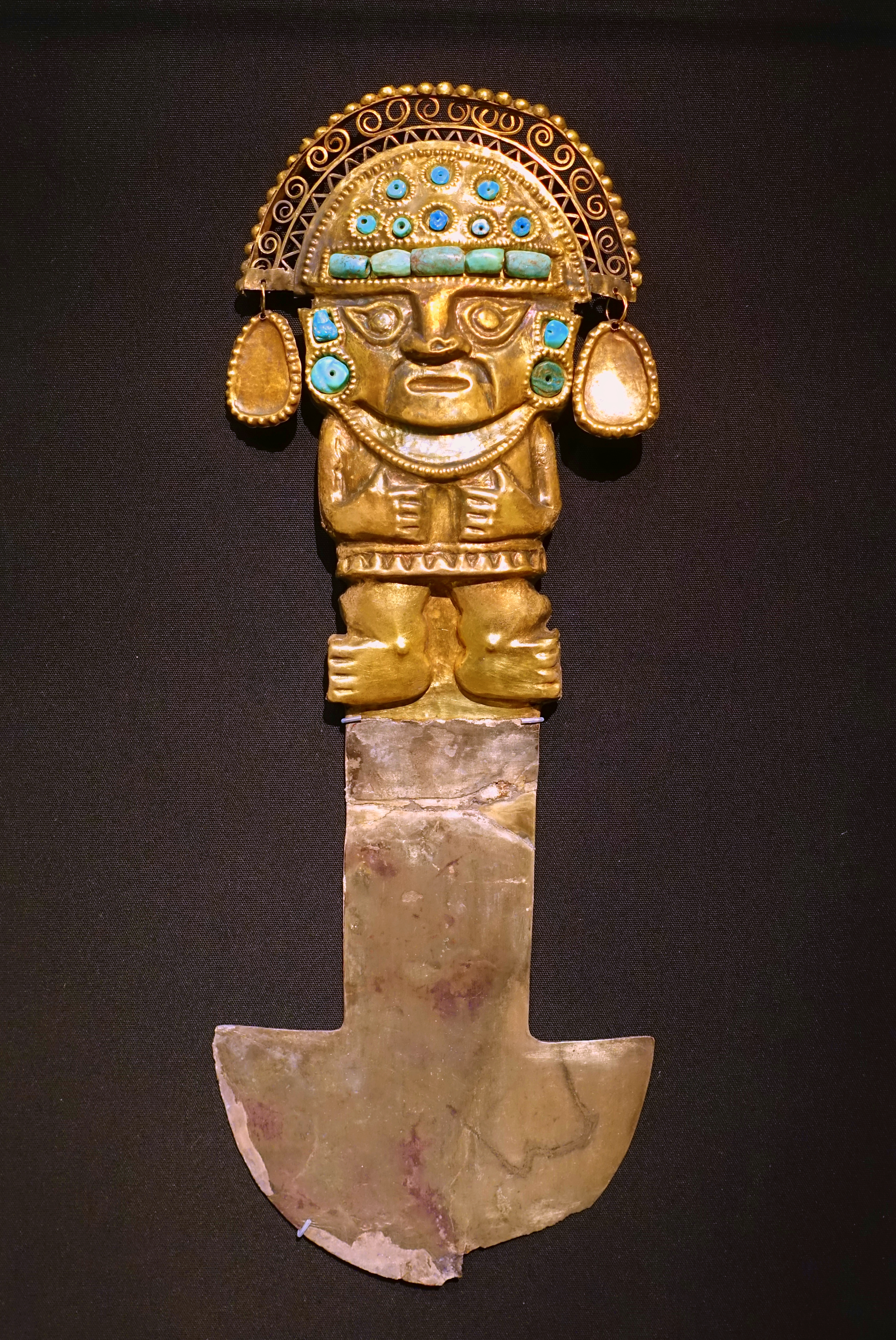
Tumi de la culture Lambayeque.

Il semble que la culture Lambayeque ou Sicán apparaît lorsque la culture Moche (100 à 700 ap. J.-C.) s'effondre en raison de l'intrusion d'un nouveau concept social, idéologique et stylistique institué par les Huari (500 à 1200 ap. J.-C.).
Des siècles plus tard, ils furent incorporés au royaume Chimú (1000 à 1470), qui se distingua par d'extraordinaires ouvrages hydrauliques tels que le canal Raca Rumi, qui reliait Chongoyape à la côte. C'étaient aussi de grands agriculteurs, des experts du textile et de merveilleux orfèvres.
Enfin, après des luttes qui ont duré quatre décennies, les Incas ont supplanté les Chimús juste un siècle avant la conquête espagnole.
À leur arrivée, les Espagnols ont donné le nom du dieu Yampallec aux peuples de la région.
De son côté, la zone montagneuse de Lambayeque aurait été occupée par des groupes quechuas qui entretenaient une relation étroite avec les royaumes côtiers, basée sur l'échange entre produits côtiers (sel, piment ou coton) en échange des eaux des ruisseaux qui surgissent dans la sierra.
À l'époque coloniale, une rivalité a commencé entre les habitants des villes de Lambayeque et Santiago de Miraflores de Zaña. La raison du conflit était l'opulence dans laquelle vivaient ces derniers, provoquant même l'avidité des pirates. Une inondation en 1720, cependant, détruisit Zaña et marqua la fin d'une ville florissante.
Lors des guerres pour l'indépendance du Pérou, le héros Juan Manuel Iturregui Aguilarte (es) (1795-1871) s'est distingué en armant le peuple de la région sur ses propres deniers, afin de soutenir les actions du général José de San Martín.
José Balta, président du pays de 1868 à 1872, projeta la création du département de Lambayeque par décret suprême du 7 janvier 1872.
Mais c'est seulement le 1er décembre 1874, sous le gouvernement de Manuel Pardo y Lavalle que sa création fut confirmée par un dispositif légal signé par le vice-président Manuel Costas. À l'origine ses deux provinces étaient Chiclayo et Lambayeque - toutes deux détachées du département de Trujillo - et sa capitale Chiclayo.
En 1879, les marins lambayecanos Elías Aguirre Romero (es) et Diego Ferré Sosa (es) ont combattu sur le monitor Huáscar et sont morts au combat naval d'Angamos pendant la guerre avec le Chili.

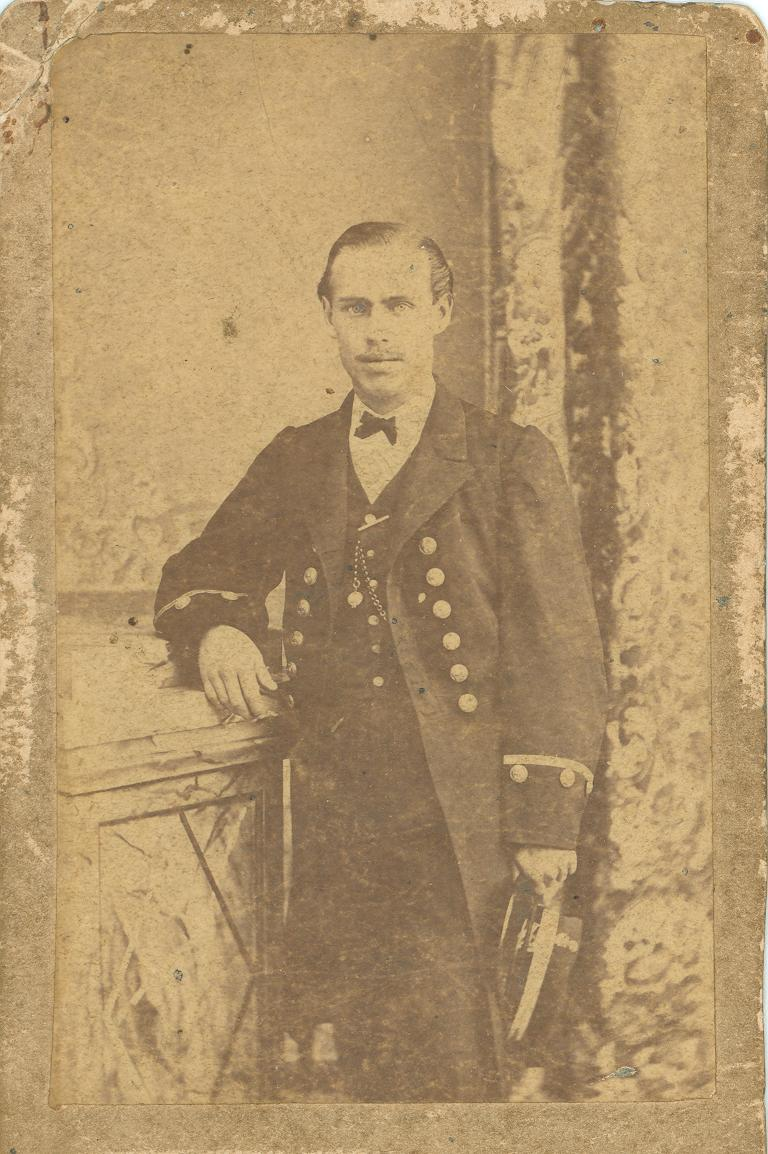
Elías Aguirre Romero.
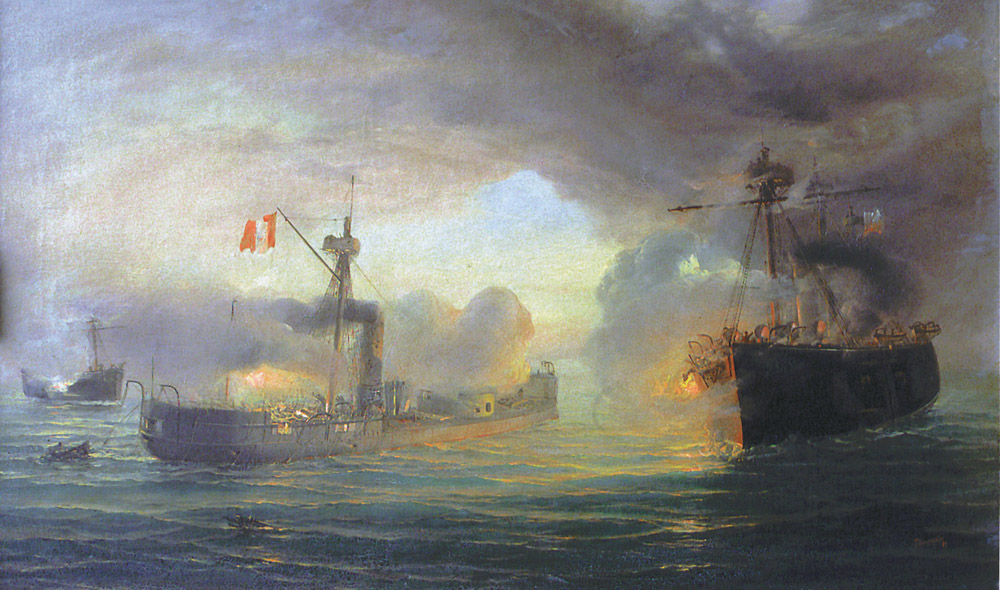
Combat naval d'Angamos.
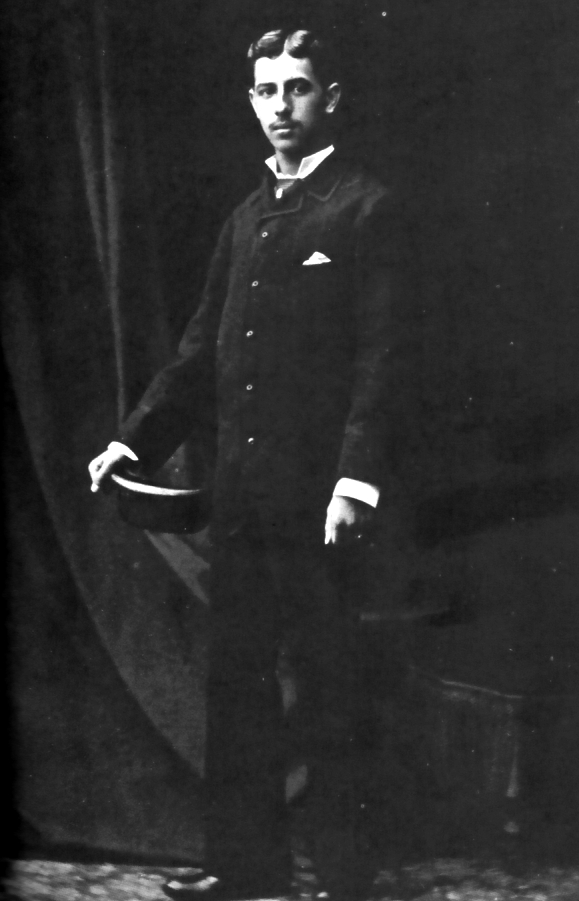
Diego Ferré Sosa.

Le 17 février 1951, par la loi no 11590, la province de Ferreñafe a été créée, rejoignant le département de Lambayeque comme 3e province.
Sous la présidence du général Juan Velasco Alvarado (1968-1975), le territoire de Lambayeque a été amputé du district d'Olmos, passé sous le contrôle du département de Piura, soustrayant 1 059 km2 à Lambayeque.
Puis en 1996, le district d'Olmos a changé une seconde fois de configuration pour finir par retrouver, sous le gouvernement du président Alejandro Toledo (2001-2006), la configuration fixée par Velasco Alvarado.
Le département fait partie du diocèse de Chiclayo.
En novembre 2019, des archéologues péruviens dirigés par Walter Alva ont découvert un temple mégalithique dédié au « culte de l'eau » vieux de 3000 ans, long de 40 m recouvrant 21 tombes dans le district d'Oyotún dans la vallée de Zaña. Les archéologues ont émis l'hypothèse que le temple a été abandonné vers 250 av. J.-C. puis utilisé plus tard comme lieu de sépulture par les habitants. Selon les fouilles, il y aurait eu trois phases de construction; la première a eu lieu entre 1500 av. J.-C. et 800 av. J.-C., lorsqu'ont été construites les fondations d'adobe en forme de cône ; deuxièmement, entre 800 av. J.-C. et 400 av. J.-C. lorsque le temple mégalithique a été édifié sous l'influence de la civilisation Chavín et finalement 400 av. J.-C. à 100 av. J.-C. quand ont été ajoutées les colonnes utilisées pour tenir le toit du temple.

## Symboles régionaux
La Région de Lambayeque possède une série d'éléments emblématiques définis par décret régional.
Le drapeau régional, formé de deux bandes horizontales de dimensions égales, or et rouge, les deux couleurs étant issues de fresques de la culture Lambayeque.
Le blason de Lambayeque est divisé en trois champs, il est dit "coupé mi-parti ternaire" : le "canton du chef" représente l'honneur et l'intelligentsia contemporaine, le "canton à dextre de la pointe" figure la richesse de la mer et sa puissance, celui de "sénestre" les ressources naturelles illustrées par le caroubier.
L'hymne de la région de Lambayeque a été écrit par Luis Rivas Rivas pour les paroles, Rossana Diaz Torres pour la musique et des arrangements de Max Ucañay.
Le pénélope à ailes blanches a été déclaré oiseau régional le 3 mars 2005.

Les emblèmes du département de Lambayeque.
Drapeau du département.
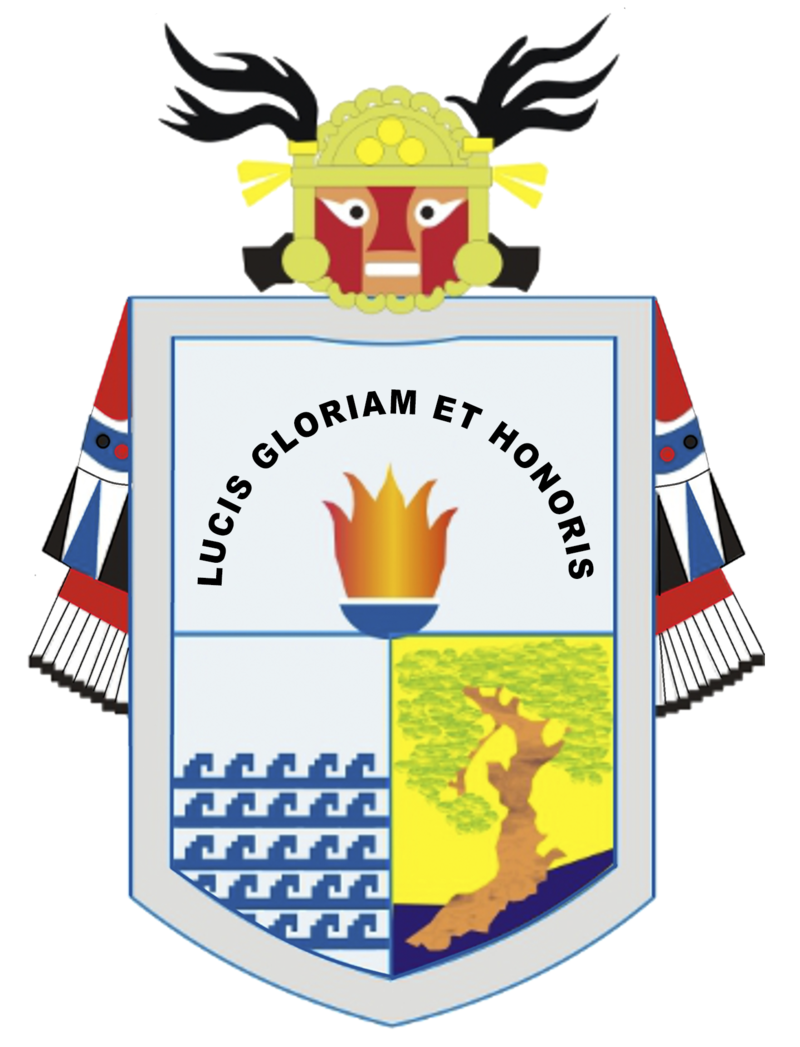
Blason du département.
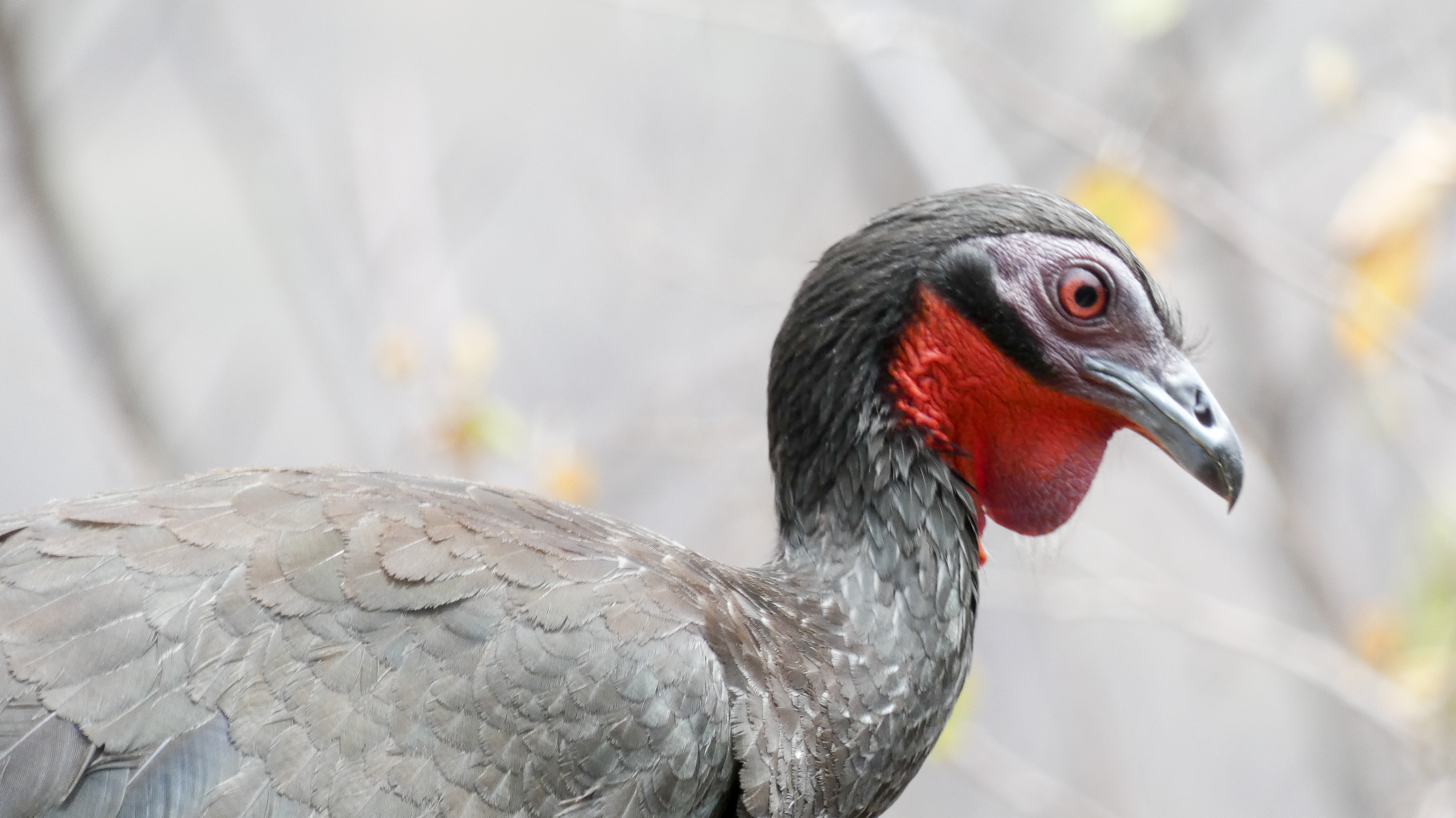
Penelope albipennis, l'oiseau symbole du département.

En 2007, par accord régional, le logo du Gouvernement régional a été institué comme emblème du caractère régional. Il se compose d'une figure mythique en cuivre doré de la culture Moche accompagnée de la phrase «Une Région avec une âme». Il veut représenter les valeurs du travail, la force, le courage, la loyauté et l'honnêteté des habitants.

## Géographie physique

### Superficie
Le territoire du département de Lambayeque est le deuxième plus petit de la République du Pérou, après le département de Tumbes. Il est composé d'un secteur continental et d'un secteur insulaire.

Carte de 1841 mentionnant les îles Lobos de Tierra et Lobos de Afuera.

La superficie du secteur continental mesure 14 213,30 km2 et se compose de trois provinces, qui portent les noms de leurs capitales respectives.
- La province de Chiclayo : 3 161,48 km2,
- La province de Ferreñafe : 1 705,19 km2,
- La province de Lambayeque : 9 346,63 km2.

La superficie du secteur insulaire mesure 18 km2,, et se compose de l'archipel Lobos de Afuera (2,36 km2) et de l'île Lobos de Tierra (16 km2), la propriété de celle-ci ayant été l'objet d'un différend avec le département de Piura.
La superficie totale de l'ensemble du département de Lambayeque, secteurs continental et insulaire additionnés, est de 14 231,30 km2,,.
L'altitude la plus élevée du département se situe au Cerro Choicopico (4 100 m) dans le district d'Incahuasi de la province de Ferrenafe, sur la frontière avec le département de Cajamarca 6° 13′ 19″ S, 79° 14′ 59″ O.

### Situation
Le département de Lambayeque est situé sur la côte nord du territoire péruvien, à 765 km de Lima la capitale de la république.
Il est limité au nord par les provinces de Sechura, Piura, Morropón et Huancabamba, du département de Piura.
Il est bordé à l'est par les provinces de Jaén, Cutervo, Chota, Santa Cruz et San Miguel, du département de Cajamarca.
À l'ouest, il est riverain avec l'océan Pacifique et au sud avec la province de Chepén, du département de La Libertad.
Ses points extrêmes ont les coordonnées suivantes :
| Points et coordonnées extrêmes | Points et coordonnées extrêmes         | Points et coordonnées extrêmes                                              | Points et coordonnées extrêmes                       | Points et coordonnées extrêmes                   |
| Orientation                    | Nord                                   | Est                                                                         | Sud                                                  | Ouest                                            |
| ------------------------------ | -------------------------------------- | --------------------------------------------------------------------------- | ---------------------------------------------------- | ------------------------------------------------ |
| Latitude Sud                   | 5° 28′ 37″                             | 6° 46′ 30″                                                                  | 7° 10′ 27″                                           | 6° 22′ 12″                                       |
| Longitude Ouest                | 79° 53′ 48″                            | 79° 07′ 09″                                                                 | 79° 41′ 18″                                          | 80° 37′ 24″                                      |
| Lieu                           | À El Duque, près des sources des Odas. | À Colpayaco, près des villages La Central, El Cedro, La Chapa et El Lloque. | Pointe de Cherrepe sur la côte de l'océan Pacifique. | Cap Cabo Verde sur la côte de l'océan Pacifique. |

### Relief
Environ 9 dixièmes du département correspondent à la région côtière et aux yungas et le reste à la Sierra dans les districts de Cañaris et d'Incahuasi (province de Ferreñafe).
La côte ou Chala, s'étage de 0 à 500 m d'altitude. Elle est constituée de vastes plaines alluviales, certaines traversées par des rivières et d'autres couvertes de sable, ces plaines sont beaucoup plus étendues que celle des départements du sud du Pérou, elles sont interrompues par des collines rocheuses sans végétation pouvant s'élever de 200 à 1 000 m d'altitude.
Les montagnes du département se trouvent sur les contreforts de la chaîne de montagnes ouest et atteignent 3 000 à 3 500 m d'altitude.

### Climat
Le climat est semi-tropical, avec une humidité atmosphérique élevée et peu de précipitations sur la côte sud. La température maximale peut être d'environ 35 °C entre janvier et avril et la température minimale de 15 °C en juillet lors de l'hiver austral. La température moyenne annuelle est de 22,5 °C.
En été, la température oscille entre 20 et 35 °C, mais quand il fait très chaud, ce qui arrive sporadiquement, la température oscille entre 25 et 35 °C. En hiver, la température minimale est de 15 °C et la maximale de 24 °C. En général, à mesure que l'on s'éloigne de la mer en se déplaçant vers l'est et jusqu'à 500 m d'altitude, la température augmente et on peut ressentir une chaleur intense surtout à midi, comme on peut le constater à Pucalá, Zaña, Chongoyape, Oyotún ou Nueva Arica.

### Hydrographie
Le territoire du département de Lambayeque est constitué de larges plaines irriguées par des cours d'eau descendants des Andes séparées par des zones arides où l'irrigation est nécessaire pour soutenir toute agriculture. Les vallées fertiles des rivières produisent la moitié de la récolte de canne à sucre du Pérou. En outre, Lambayeque et le département de Piura fournissent la plupart des cultures du riz consommé au Pérou.
Dans l'agriculture à plus petite échelle des siècles précédents, la forêt de caroubiers d'Olmos permettait la subsistance des troupeaux de chèvres qui se nourrissaient de caroubes. Les peaux de chèvre fines étaient tannées pour créer un cuir fin et clair appelé "cordoban" ou "cordovan", de la ville espagnole de Cordoue, où le procédé a été développé. La graisse de chèvre était utilisée pour fabriquer du savon.
L'eau fluviale couvre plus de 95 % de l'eau utilisée dans l'agriculture, l'industrie et l'usage domestique. Les eaux souterraines sont abondantes mais peu utilisées en raison du coût élevé du forage de puits et du manque de planification des cultures.
Une augmentation de la production agricole est prévue avec l'achèvement du projet Olmos Transandino, qui transférera jusqu'à 2 milliards de m3 par an d'eau de la rivière Huancabamba dans le département de Cajamarca à l'est de Lambayeque.
Les principaux fleuves sont:

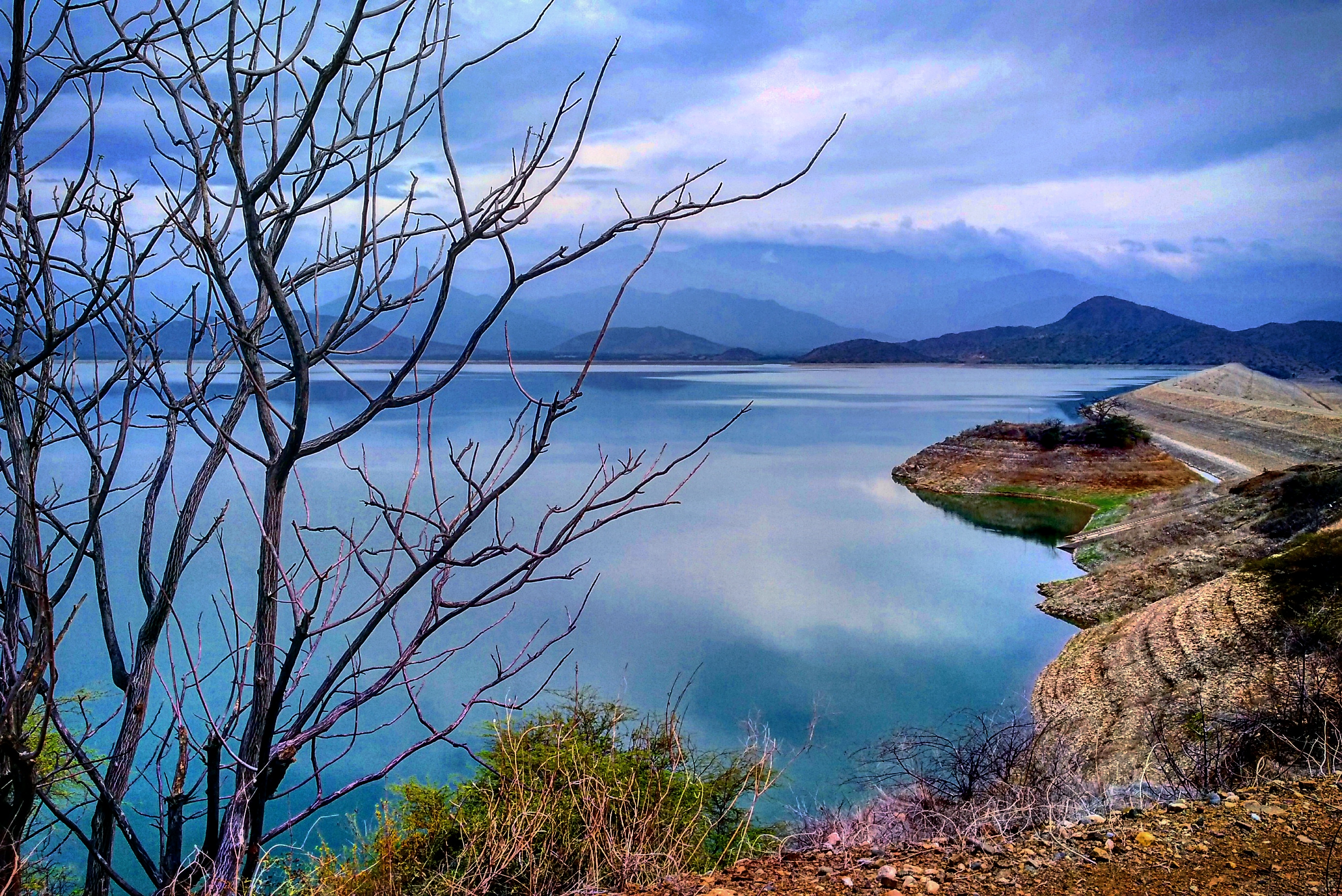
Réservoir de Tinajones.

Río Chancay : Connue sous le nom de río Lambayeque, c'est le plus important avec une longueur approximative de 170 km. Les 3 capitales provinciales, plus de 15 petites villes, les entreprises agricoles et moyennes et les petits producteurs individuels dépendent de ses eaux. Il prend sa source dans le lac Mishacocha à 3 800 m d'altitude. À ses origines, il est connu sous le nom de Quebrada Mishacocha, qui descend vers l'ouest en recevant d'autres petits affluents. Lorsqu'il rejoint la rivière Samán, il reçoit le nom de Río Chancay et continue vers l'ouest en recevant les eaux de la rivière Cumbil. Le reste de son parcours est équipé de divers travaux d'ingénierie fluviale; Prise de Racarumi, réservoir de Tinajones, barrage séparateur de La Puntilla, canal Desaguadero et canal Taymi.
Río La Leche : Également appelée Motupe (es) et Morropón, il naît dans les sommets des districts de Cañaris et Cachen à plus de 3000 mètres d'altitude. Il a un volume d'eau très irrégulier et n'atteint généralement pas la mer, sauf en période de pluies abondantes. Lors des épisodes de pluies abondantes, le fleuve provoque des inondations - comme en 1998 - causant d'immenses dégâts. Dans sa partie inférieure, il se jette dans le lac de La Niña.
Río Zaña : Il naît dans le département de Cajamarca, à l'est de Niepos et dans sa descente vers l'ouest il reçoit les eaux de nombreux ruisseaux. Il alimente les villes côtières d'Oyotún, Nueva Arica, Zaña, Motupe et des lacs. Les eaux du Río Zaña (es) ont détruit la ville de Zaña en 1720, puis en 1925 et 1983 ont de nouveaux causé des dommages à Zaña et à d'autres villes riveraines.
Autres cours d'eau : Au nord du département, dans le district d'Olmos, se trouvent les ruisseaux: Cascajal, San Cristóbal et Olmos. Très courts, ils n'atteignent pas la mer, sauf les années de fortes pluies.

### Océanographie
La mer de Grau au large du département de Lambayeque a des eaux tempérées avec des températures moyennes de 19 à 20 °C en raison d'affleurements d'eaux qui se produisent au large des côtes et sont transportées par le courant de Humboldt. Cette zone est très riche en espèces. La biomasse est constituée surtout de petits poissons, tels que l'anchois et de mollusques tels que les coques, les moules, les escargots de mer, etc.
Sur les îles Lobos de Tierra et Lobos de Afuera et quelques points de la côte, une grande variété d'oiseaux de mer produisent du guano.

## Division administrative
La région de Lambayeque, instituée le 1er décembre 1874 est le fruit de la division administrative du Pérou. Elle est décomposée en trois subdivisions, celles de Lambayeque, de Chiclayo et de Ferrañafe. Ces provinces étant elles-mêmes divisées en 38 districts.
Chiclayo est le chef-lieu de cette région et concentre avec Lambayeque la plus grande partie de la population. En 2002, le gouvernement national a fait voter une loi de décentralisation dont le processus est encore en cours aujourd’hui. Cette loi a permis la création du gouvernement régional dont les responsabilités sont les directives de développement régional, les projets d’investissements publics, ainsi que la gestion et la promotion de l’activité économique. Ce gouvernement est dirigé par un président régional (chef du gouvernement) et un conseil régional, qui siègent pour une période de quatre ans.

Chaque province est gouvernée civilement par une municipalité provinciale, dirigée par un maire, élu au suffrage universel tous les quatre ans, qui dirige la politique provinciale.
| Piura (département) | Piura (département)       | Piura (département)       |
| Océan Pacifique     | Lambayeque (département)  | Cajamarca (département)   |
| Océan Pacifique     | La Libertad (département) | La Libertad (département) |

### Province de Chiclayo
Chiclayo capitale de la province est connue comme la ville de l'amitié et est située au sud du département, avec une altitude moyenne de 34 m, une superficie de 3 288 km2 et un climat est tempéré et sec. Créée en 1835 la province compte 70 % des habitants du département de Lambayeque (864 220 en 2016), c'est pourquoi elle est considérée comme l'une des plus peuplées du pays. En raison de son emplacement, c'est le centre important de diverses voies de communication et le commerce interdépartemental y converge.
La province est divisée en 20 districts :
- Chiclayo
- Cayaltí
- Chongoyape
- Eten
- José Leonardo Ortiz
- La Victoria
- Lagunas (Mocupe)
- Monsefú
- Nueva Arica
- Oyotún
- Pátapo
- Picsi
- Pimentel
- Pomalca
- Pucalá
- Puerto Eten
- Reque
- Santa Rosa (Chiclayo)
- Tumán
- Zaña

### Province de Ferreñafe

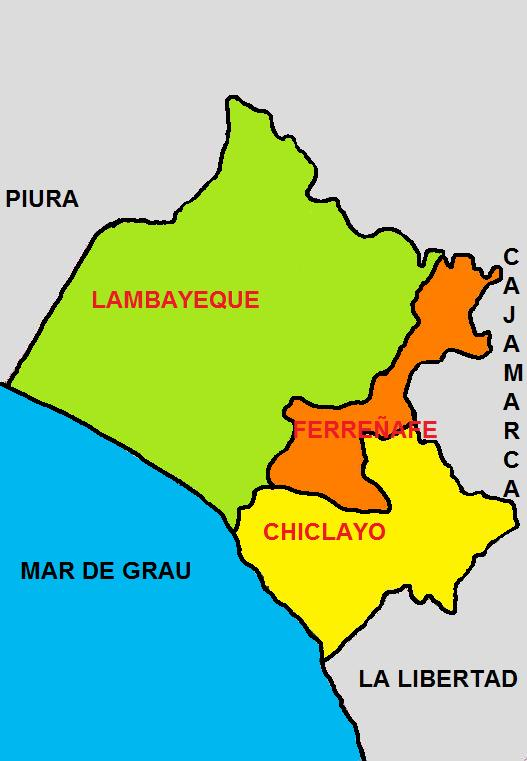
Division administrative du département de Lambayeque.

La partie montagneuse de la province de Ferreñafe (districts de Cañaris et Incahuasi) est la seule peuplée de communautés de langue quechua avec une histoire particulière. La province créée en 1951 est la plus récente, la moins peuplée (107 158 habitants en 2016), la moins étendue du département (1 578 km2), a une altitude moyenne de 42 m et elle ne comporte que 6 districts :
- Ferreñafe
- Cañaris
- Incahuasi
- Manuel Antonio Mesones Muro
- Pítipo
- Pueblo Nuevo (Ferreñafe)

### Province de Lambayeque
C'est le "berceau de la liberté" car la première déclaration d'indépendance du Pérou a été faite, le 27 décembre 1820 dans la capitale provinciale, la ville de Lambayeque. Instituée en 1872, c'est la plus espagnole des 3 provinces avec un riche patrimoine architectural de la période vice-royale et de nombreux sites archéologiques précolombiens. Sur une superficie de 9 612 km2 (altitude moyenne de 20 m), elle abrite 299 416 habitants (2016) répartis dans 12 districts :
- Motupe
- Lambayeque
- Chóchope
- Íllimo
- Jayanca
- Mochumí
- Mórrope
- Olmos
- Pacora
- Salas
- San José (Lambayeque)
- Túcume

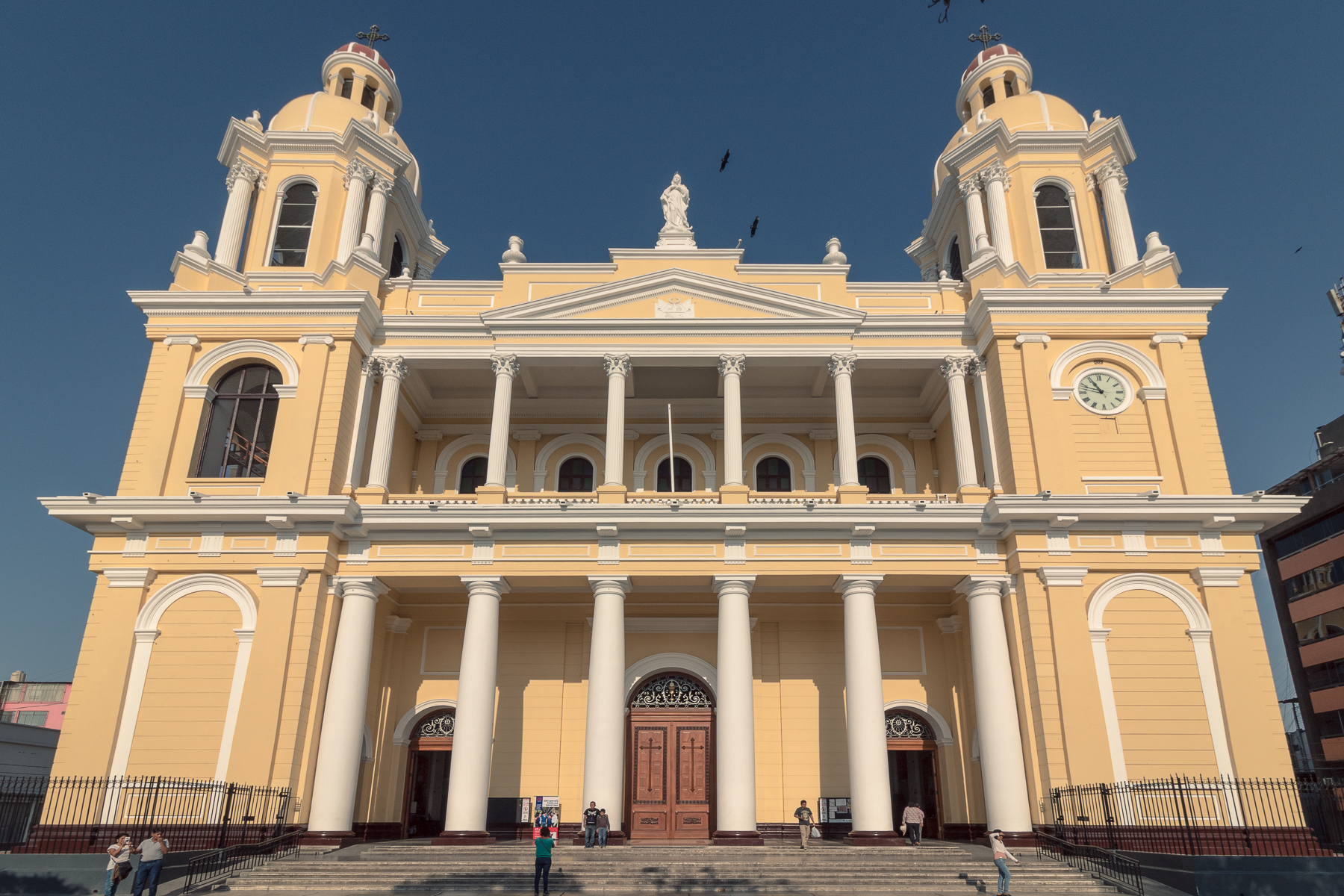
Cathédrale de Chiclayo.
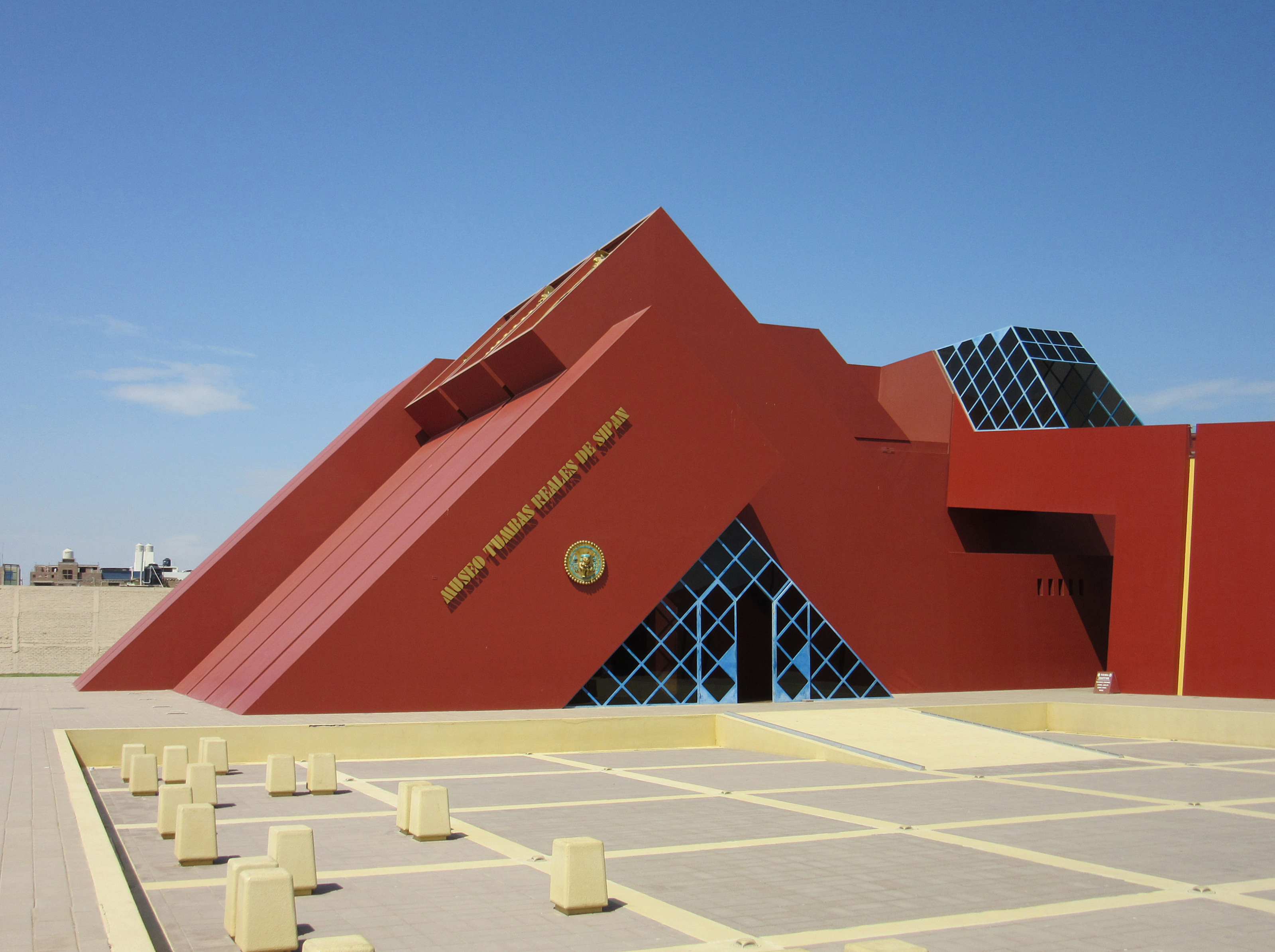
Musée des Tombes Royales de Sipán à Lambayeque.
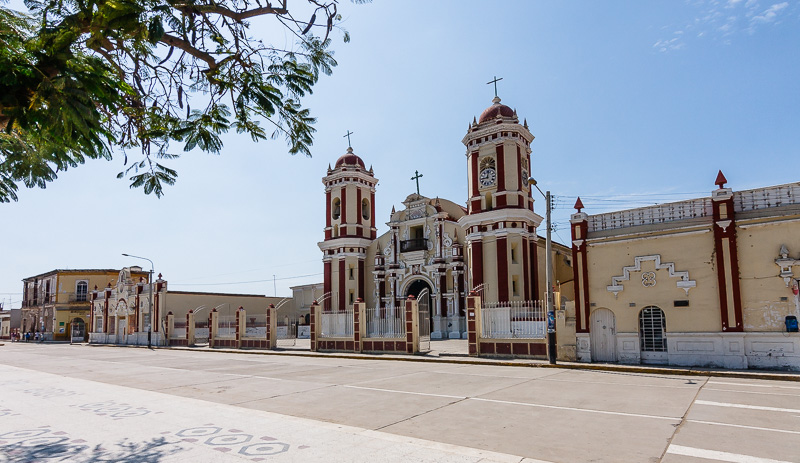
Église Sainte Lucie de Ferreñafe.

### Autorités

#### Régionales
Mandat 2019-2022
- Gouverneur régional : Anselmo Lozano Centurión, de Podemos por el Progreso del Perú.
- Vice-gouverneur régional: Luis Alberto Díaz Bravo (Podemos por el Progreso del Perú).
- Conseillers:

1. Chiclayo:
  - Antonio Gregory Sánchez Chacón (Alianza para el Progreso)
  - Esar Aguilar Valdera (Podemos por el Progreso del Perú)
  - Manuel Ceferino Huacchillo Gonzáles (Podemos por el Progreso del Perú)
  - Nicolás Enrique Vallejos Celis (Podemos por el Progreso del Perú)
2. Ferreñafe:
  - Glender Núñez García (Alianza para el Progreso)
  - José Nicanor Martín Carmona Salazar (Partido Democrático Somos Perú)
  - Williams Juniors Velázquez Bardales (Podemos por el Progreso del Perú)
3. Lambayeque:
  - Gisella Elizabeth Fernández Muro (Podemos por el Progreso del Perú)
  - Mónica Giuliana Toscanelli Rodríguez (Alianza para el Progreso)
  - Óscar Luis Carpena Recoba (Alianza para el Progreso)

#### Religieuses
- Évêque de Chiclayo : Mgr Robert Prevost Martínez.

### Population
Lors du recensement du 21 octobre 2007, le département de Lambayeque avait une population estimée à 1 112 868 habitants, dont 541 944 hommes et 570 924 femmes. Sa densité de population était de 80,1 et son taux de croissance annuel de 0,9 %. Les populations urbaine et rurale représentaient respectivement 79,5 % et 20,5 % du total.

## Culture
Les cultures Moche (ou Mochica), Chimú, Sicán (ou Lambayeque) et Quechua ont marqué tout le territoire bien plus profondément que la culture inca.

### Musées et sites archéologiques
Dans la région, de nombreux sites et musées archéologiques en témoignent.
- Le Musée des tombes royales de Sipán
- Le Musée du site de Túcume
- Le Museo Nacional Sicán
- Le Musée archéologique Brüning
- Le Musée du site archéologique de Huaca Rajada
- Le site archéologique de Batán Grande
- Les ruines de Cerro Pátapo
- Le site de Chotuna Chornancap (es)
- Le Musée d'histoire naturelle Víctor Baca Aguinaga
- Le site archéologique d'Apurlec (es)
- La forêt sèche du  Sanctuaire historique Bosque de Pómac

Musées de Lambayeque.
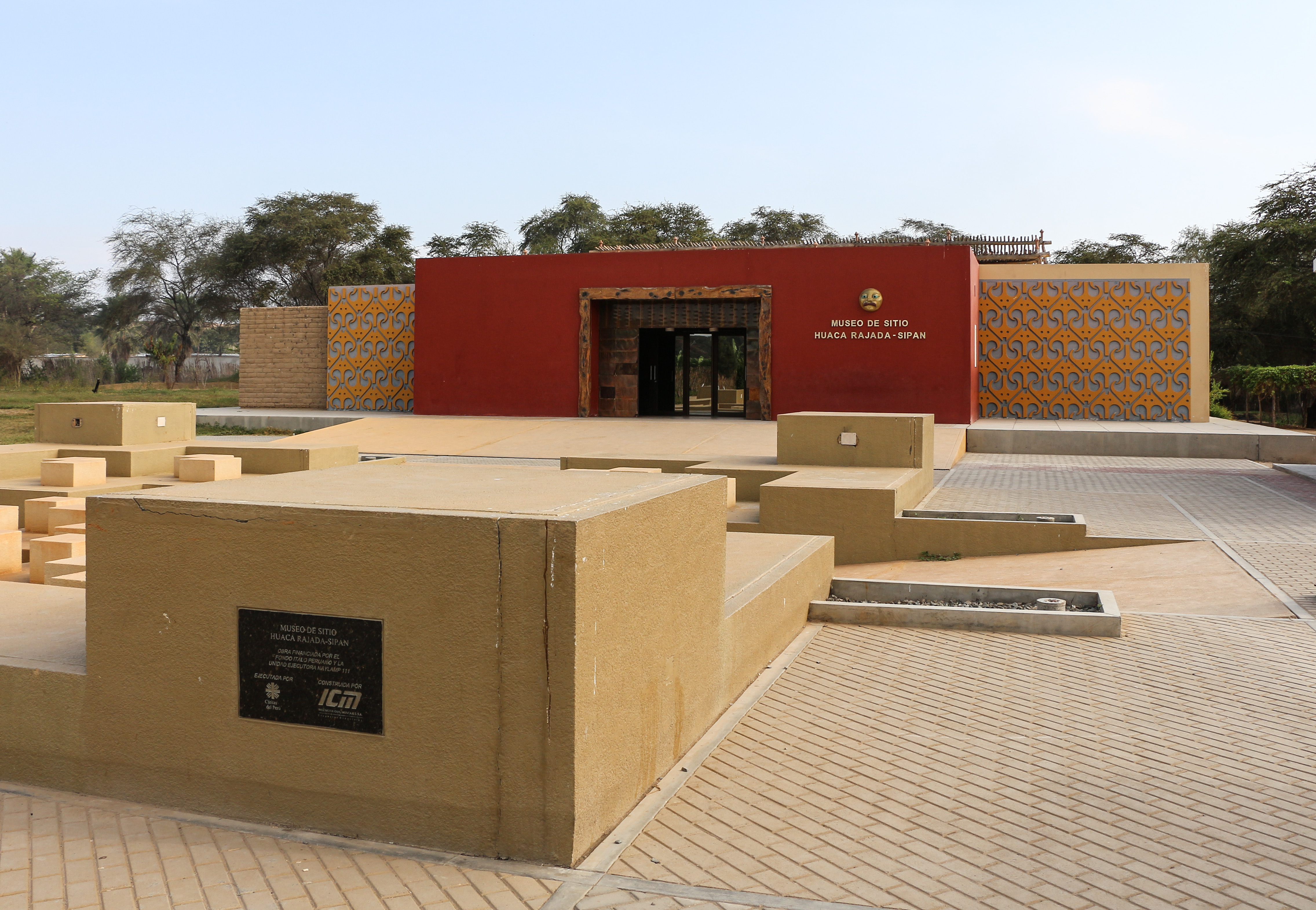
Musée du site Huaca Rajada-Sipán.
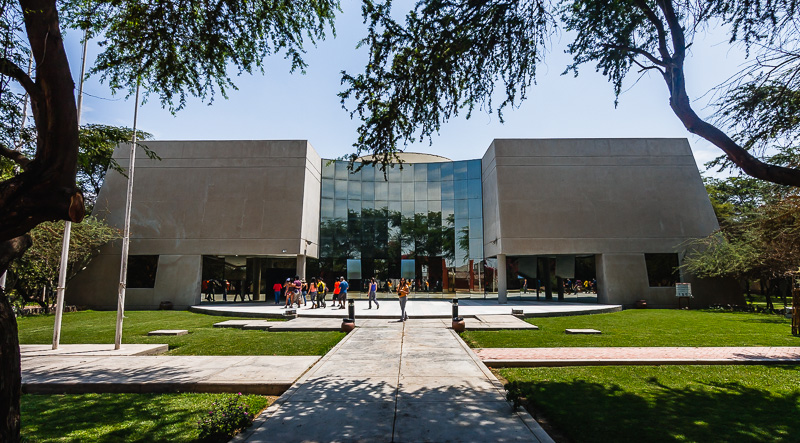
Musée national de Sicán.
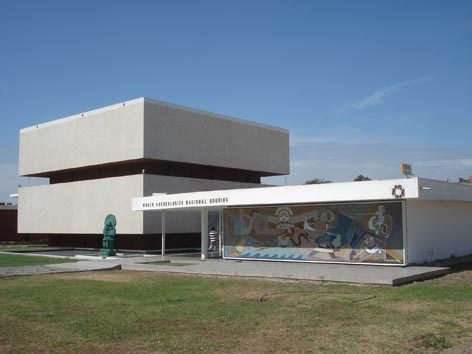
Musée archéologique national Brüning.
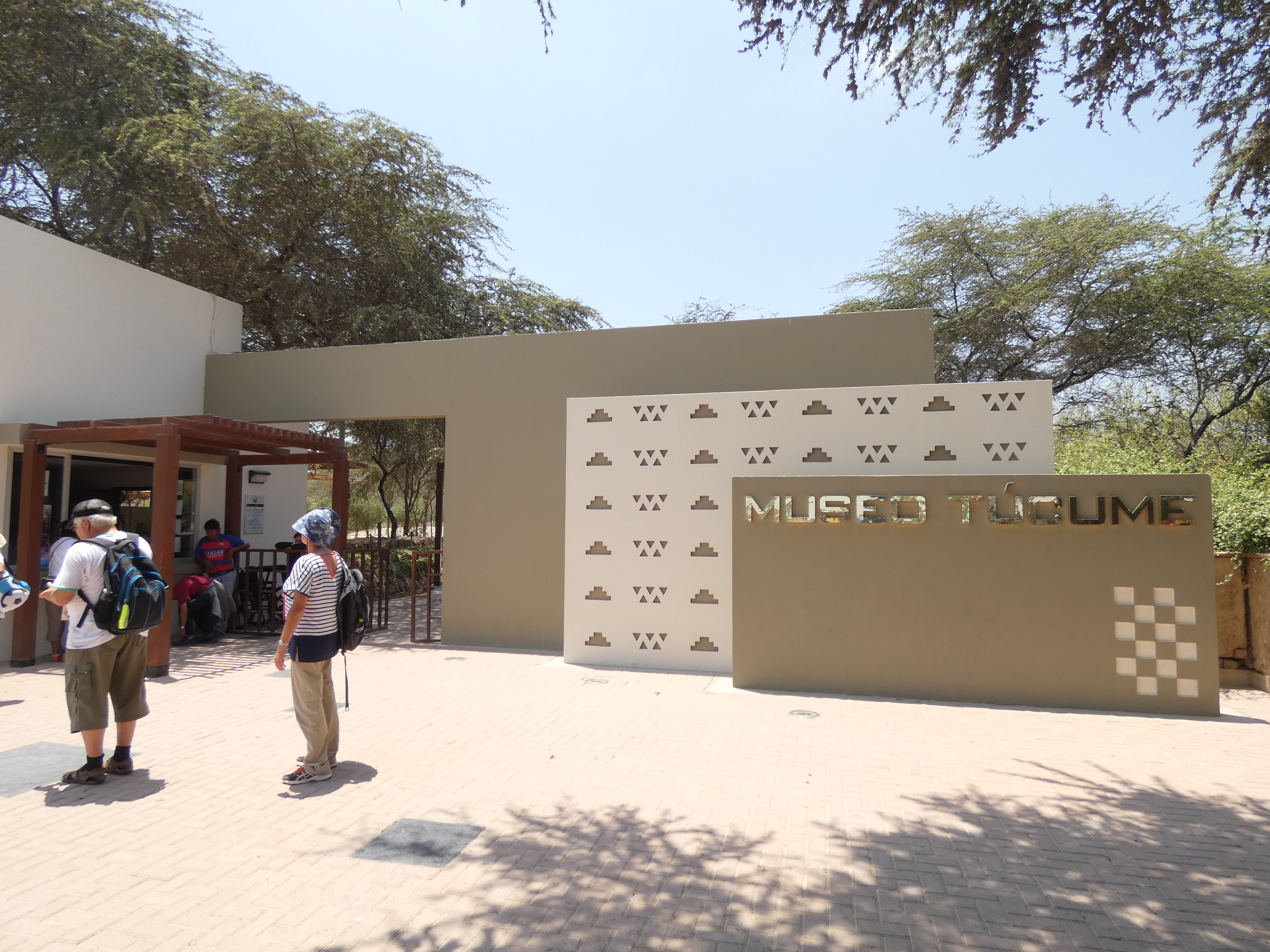
Musée du site de Túcume.
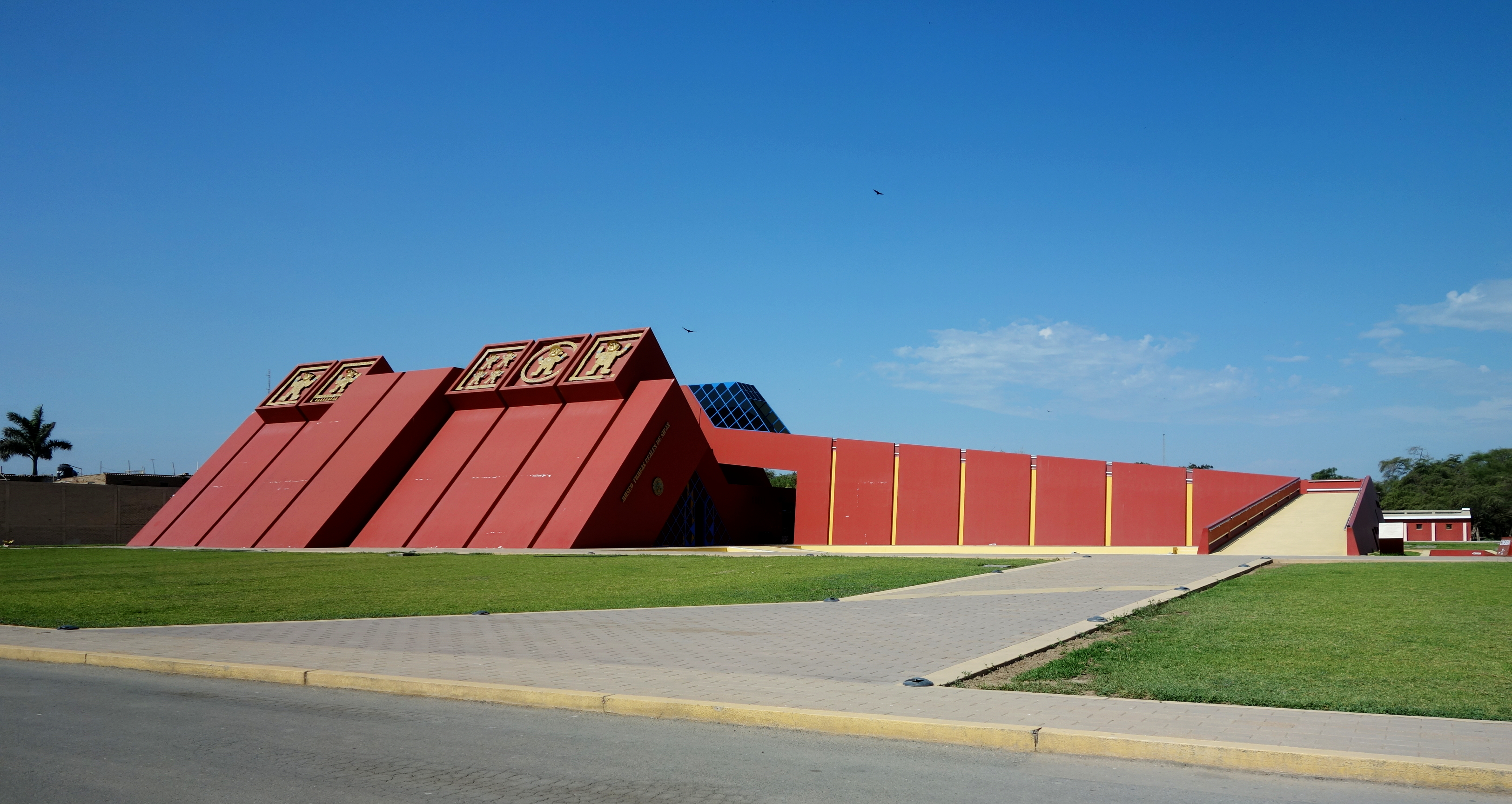
Musée des Tombes Royales de Sipán.

### Tourisme

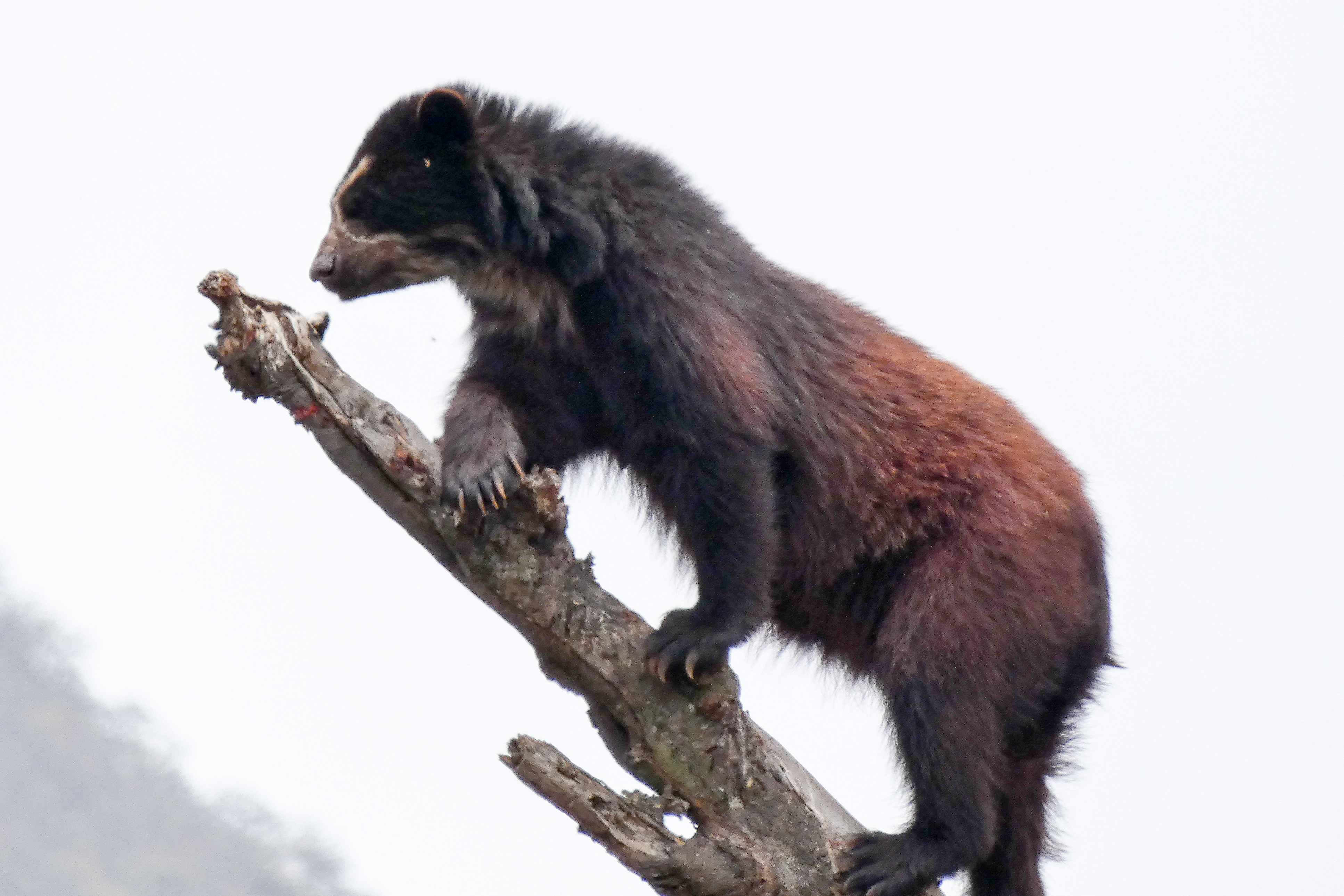
Ours à lunettes dans la réserve de Chaparri (Lambayeque).

Le département de Lambayeque, ce ne sont pas seulement des zones archéologiques, des plages et des musées.
Ce sont aussi les forêts sèches du Refugio de vida silvestre Laquipampa (es) et près de Chongoyape (es) la "Réserve écologique privée de Chaparrí" (34 400 ha) avec la "cascade" de Chongoyape.
Ce sont également le Sanctuaire historique Bosque de Pómac, les aires de conservation régionale de Bosque Moyan-Palacio et de Bosque Huacrupe-La Calera, ainsi que l'immense lac créé par le réservoir de Tinajones.
Toutes ces aires protégées offrent à voir la grande diversité de la faune - surtout aviaire - et de la flore endémiques du Pérou et de l'Équateur et quelques espèces rares ou en danger d'extinction (la Pénélope à ailes blanches, un singe écureuil des Andes, le Rara du Paraguay ou l'Ours à lunettes).

### Gastronomie

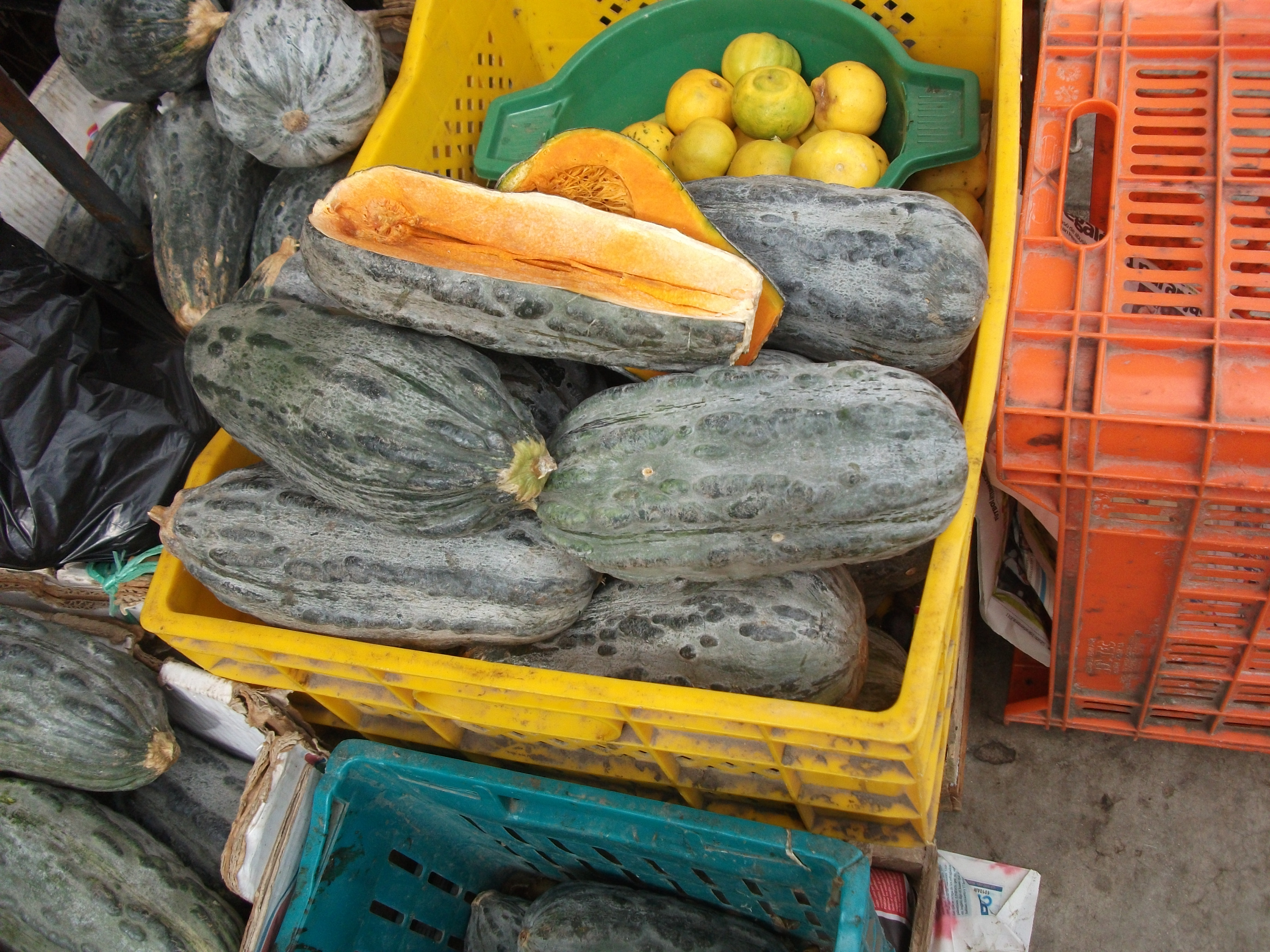
Courges musquées.

La courge musquée (Cucurbita moschata Duchesne) est une cucurbitacée appelé localement zapallo loche ou Loche de Lambayeque (es) et l'un des principaux ingrédients de la gastronomie lambayecana.
La gastronomie lambayecana est le résultat du métissage culturel entre ses anciennes cultures préhispaniques (Mochica, Sicán, Chimú) et le monde occidental (principalement l'Europe, l'Afrique, la Chine et le Japon).
Les ingrédients de la cuisine traditionnelle Lambayecana sont les tubercules (manioc, patates douces, pommes de terre), les céréales (maïs, haricots, haricots de Lima), les solanacées (piments de toutes sortes), les cucurbitacées (courges, citrouilles), généreusement agrémentés d'herbes aromatiques (dysphania ambrosioides, faux-poivrier odorant, menthe sylvestre, tagetes minuta) et de colorants (roucou et curcuma). À ceux-ci s'ajoutent la viande de chevreau, de porc, de volaille, le poisson et les crustacés.
Les plats les plus traditionnels de la cuisine Lambayecana sont le seco de cabrito (chevreau avec légumes), l'arroz con pato (canard au riz épicé) l'espesado (ragoût épais de viande et de maïs), le ceviche ou chinguirito (l'une des 10 façons péruviennes de préparer le ceviche), les tamales, le chirimpico (tripes de chevreau), la causa ferreñafana, le chiclayano frit, le riz aux fruits de mer, le poulet épicé et la soupe de moules. Tous plats servis composés de beaucoup de légumes et tubercules, un peu de poisson, viande ou crustacés et abondamment épicé sans être toujours "incendiaires".

Les desserts et sucreries traditionnels sont diverses sortes d'alfajor (dont le king kong), la pâte de coing (pâte de fruit), l'orange farcie (sorbet), l'alfeñique (sucre de canne) entre autres. La Chicha de jora et le llonque (alcool de canne à sucre) sont les boissons traditionnelles de la région de Lambayeque.

La gastronomie du Lambayeque.
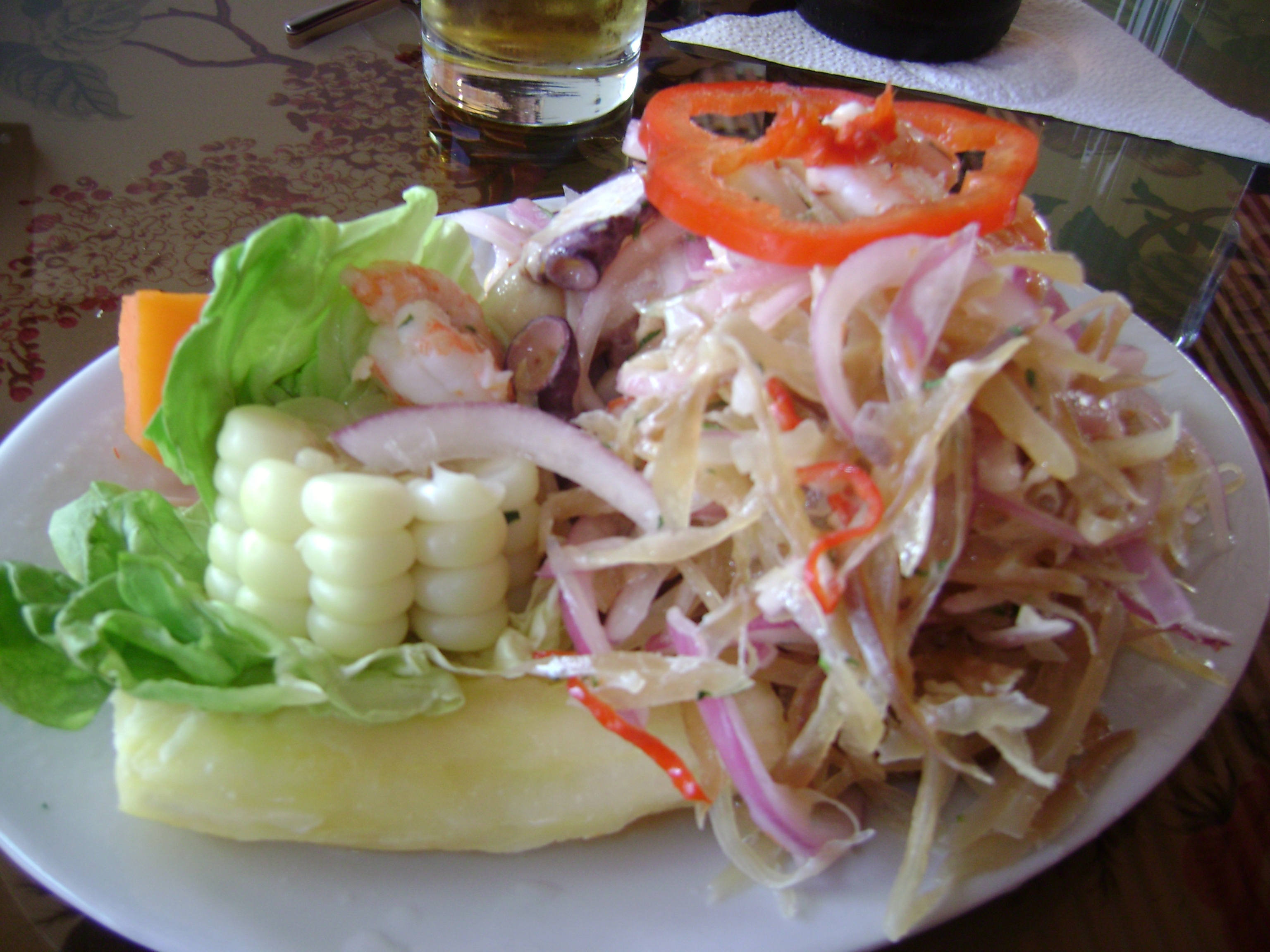
Chinguirito.
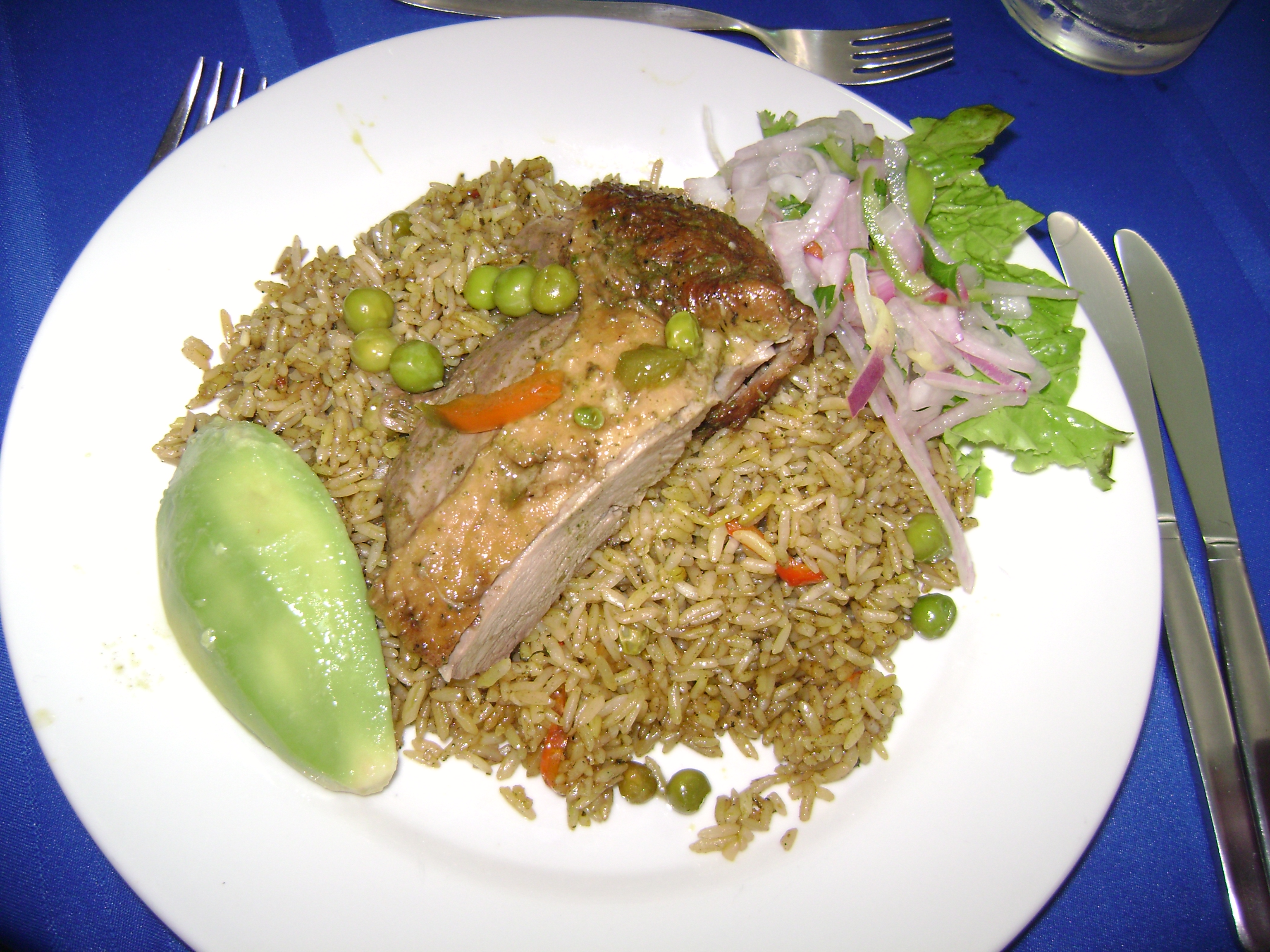
Arroz con pato.
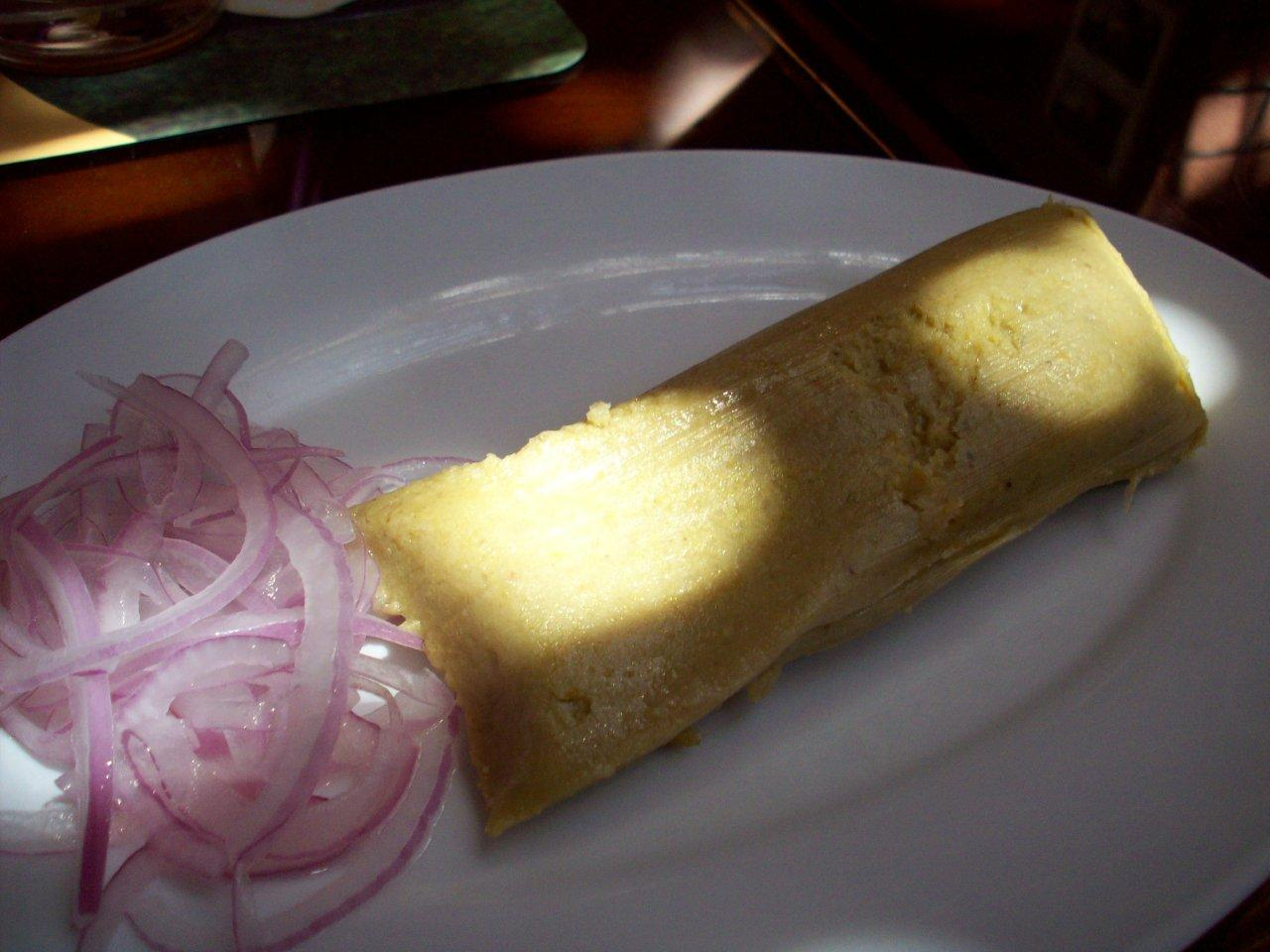
Tamal verde.
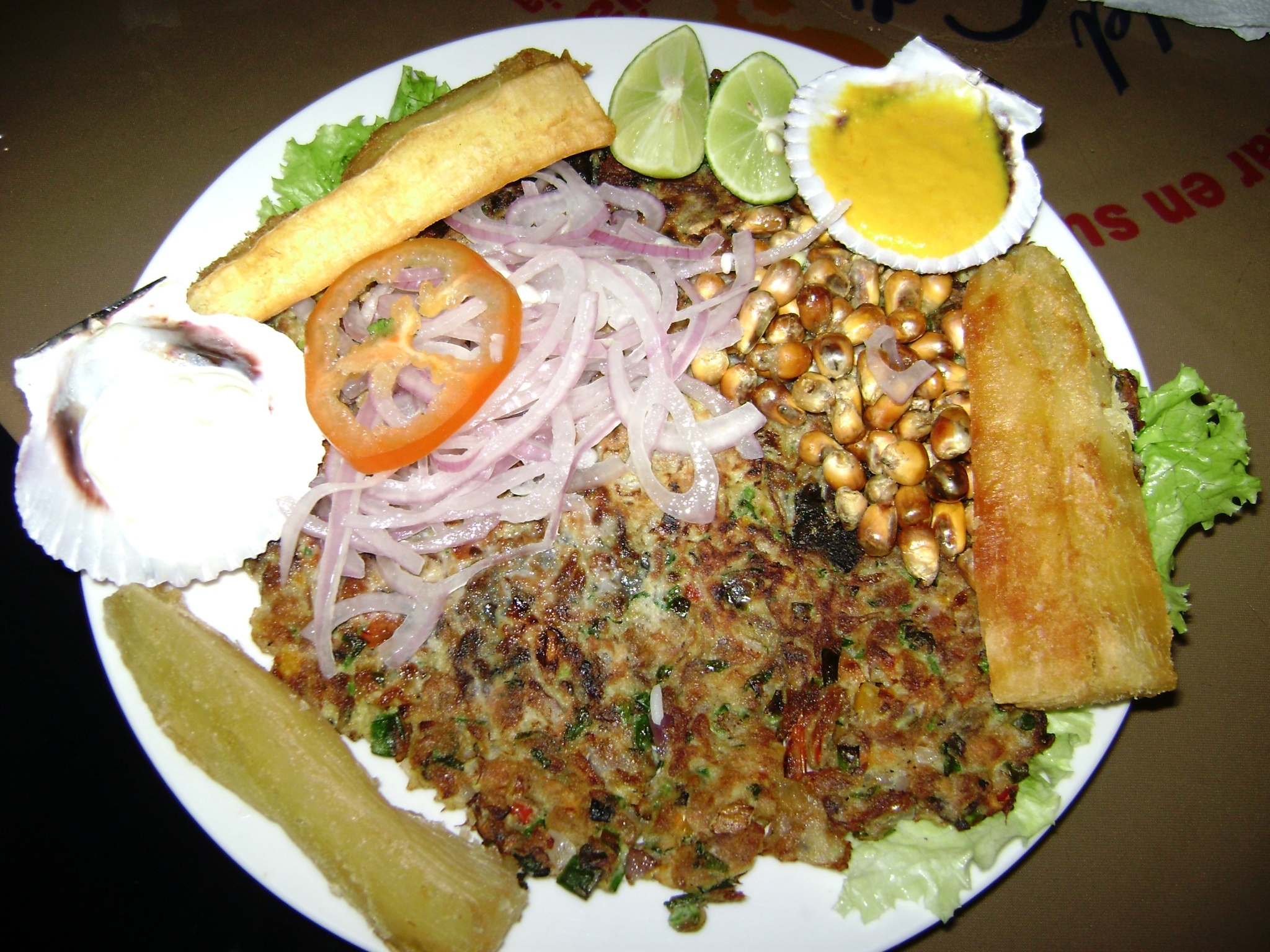
Tortilla de raya.
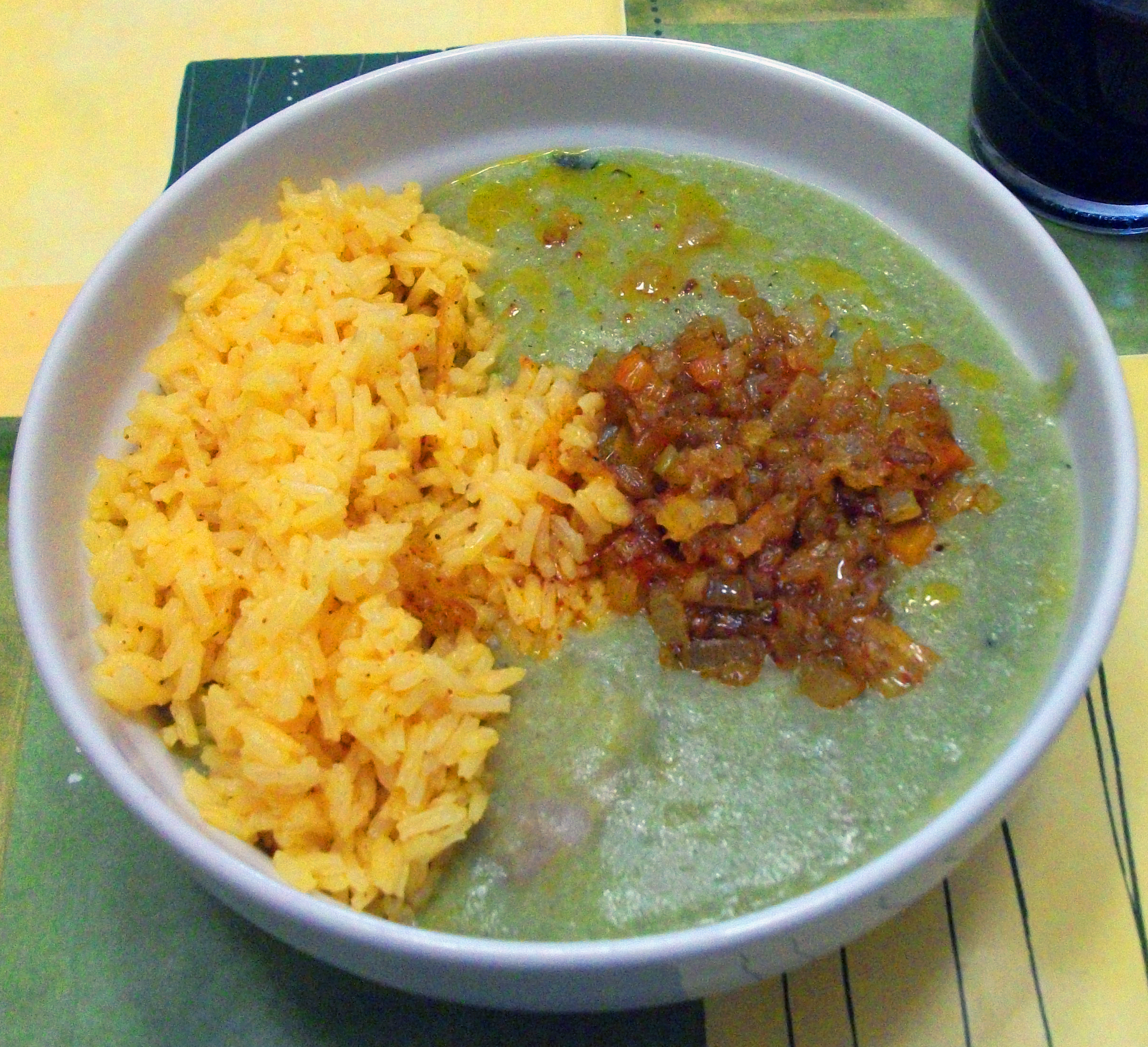
Espesado.
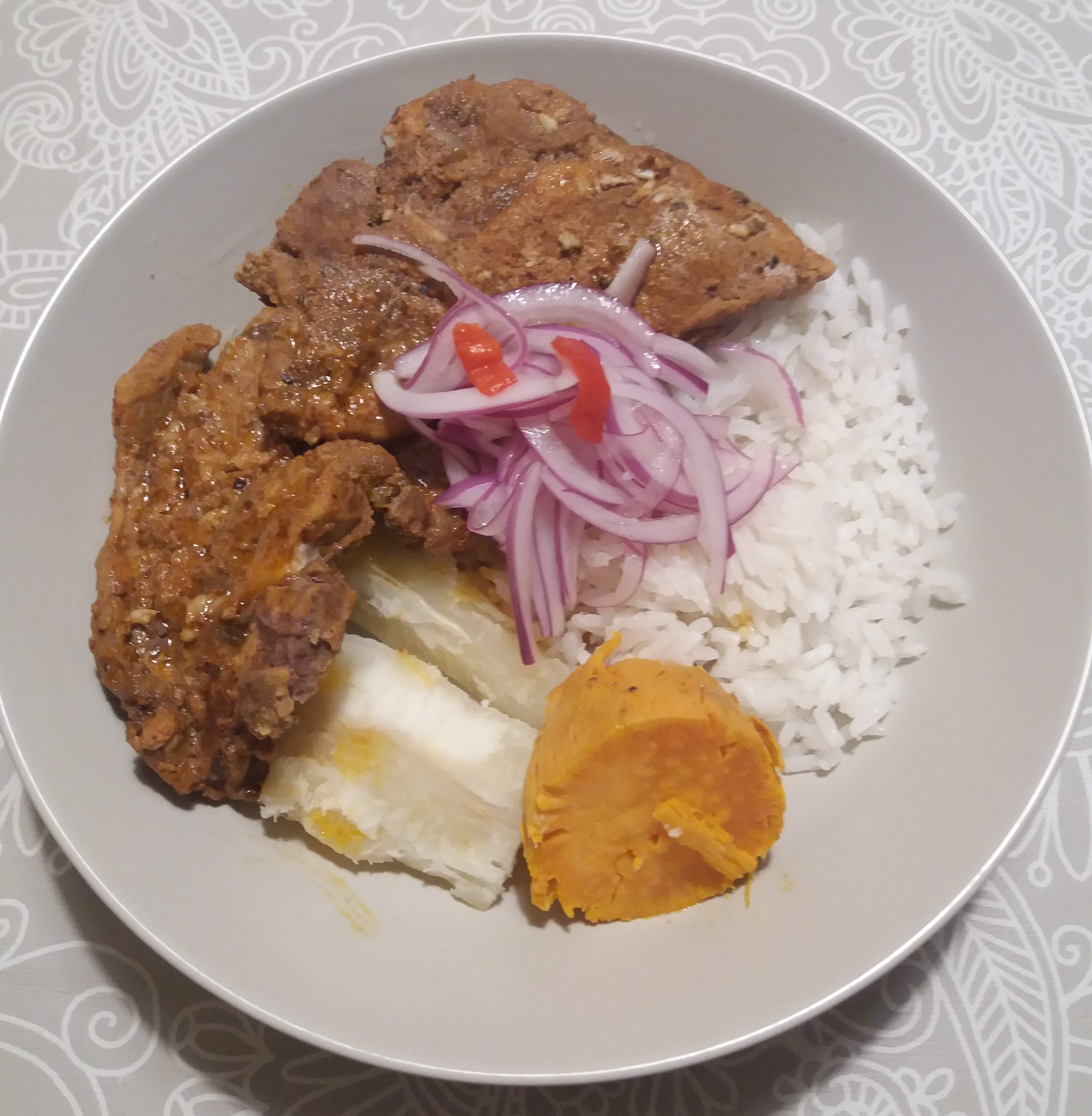
Frito chiclayano.
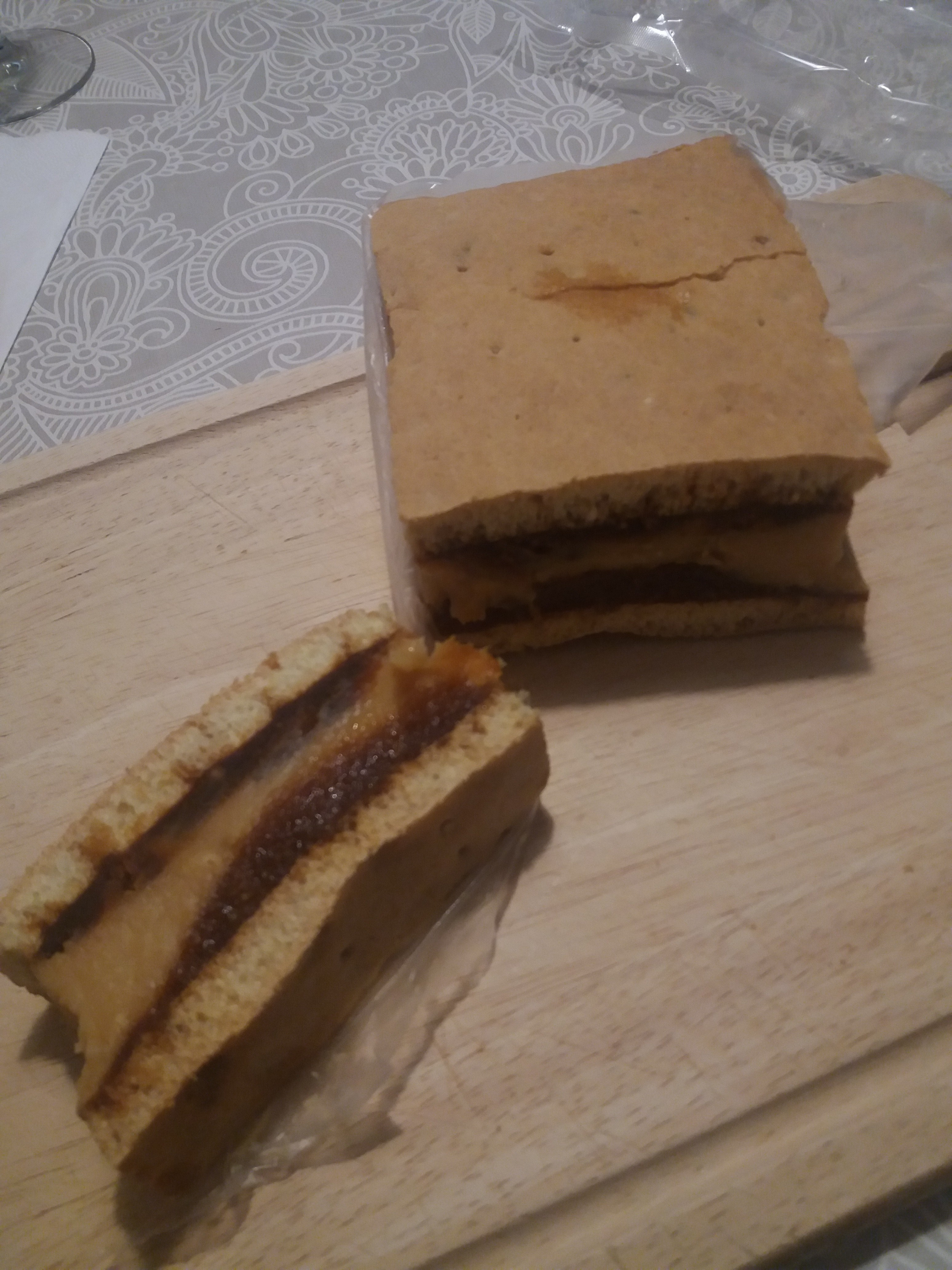
King kong.

### Musique de Lambayeque
Le compositeur le plus célèbre de Lambayeque est Luis Abelardo Núñez (es), né à Ferreñafe le 22 novembre 1926. Ses chansons criollas des années 1950 sont parmi les plus populaires de la musique péruvienne. Par exemple; "Marinera norteña" et les valses "Porqué no volverás?" et "Embrujo"

## Développement économique
La région de Lambayeque, la seconde plus petite du pays, enregistre une croissance dynamique : l’année 2007 montrent une croissance de 10 % 10 % de moyenne et positionnant sa contribution au PIB national à 3,44 %.
L’agro-alimentaire est la principale branche économique de la région. Ce secteur est un plein développement : la production sucrière sur les premiers mois de l’année 2009 a enregistré 23,6 % de croissance, tout comme la production de jus de fruit, qui a vu sa production fortement augmenter.
Un des facteurs du développement agroindustriel est dynamisé par la production de biocombustible. Le développement économique s’accompagne d’une forte demande d’exportation surtout dans les produits alimentaires, en effet l’exportation du jus de maracuya, du café, du poivron à destination de l’Europe en sont les principales sources. Tout comme le projet d’irrigation d’Olmos a permis l’accroissement de la demande de travailleurs.
Les trois piliers économiques qui composent la planification régionale organisés par le gouvernement régional sont l’agriculture, l’industrie et le tourisme. Le tourisme dont l’objectif de la région est d’en faire la seconde destination du Pérou, reste latent à cause entre autres du mauvais état des voies de communications régionales, malgré l'aéroport que possède la ville de Chiclayo.
Au niveau, du secteur tertiaire l’industrie de service est en fort développement, comme le montre l’accroissement du groupe régional « Real Plaza Chiclayo » ou l’accroissement du nombre de supermarchés et de centre commerciaux
Chiclayo concentrant les enseignes financières de la région, on note que les investissements financiers commerciaux y sont les plus importants puisqu’ils culminent à 48,7 % du total des investissements.
En effet, des investissements importants ont été réalisés dans tous les domaines, en particulier dans les infrastructures qui réalisent actuellement de grands projets miniers, l'irrigation, les routes, les aéroports, les ports, entre autres. Au cours des dernières années, différents investissements ont également été réalisés dans le tourisme et l'hôtellerie qui représentent 31 % des investissements totaux du département s'élevant à 300 millions de dollars. Environ 30 % du commerce de la côte nord est concentré au Lambayeque. L'activité principale est l'agro-industrie suivie de l'exploitation minière et de l'agriculture.L’institut National de Statistique et d’Informatique (INEI) du Pérou, note que sur l’année 2015, les secteurs produisant le plus valeur agrégées par rapport au PIB régional furent, le secteur commercial, les secteurs de l’agriculture, en hausse par rapport à l’année 2014 et finalement l’activité manufacturière.

### Transports

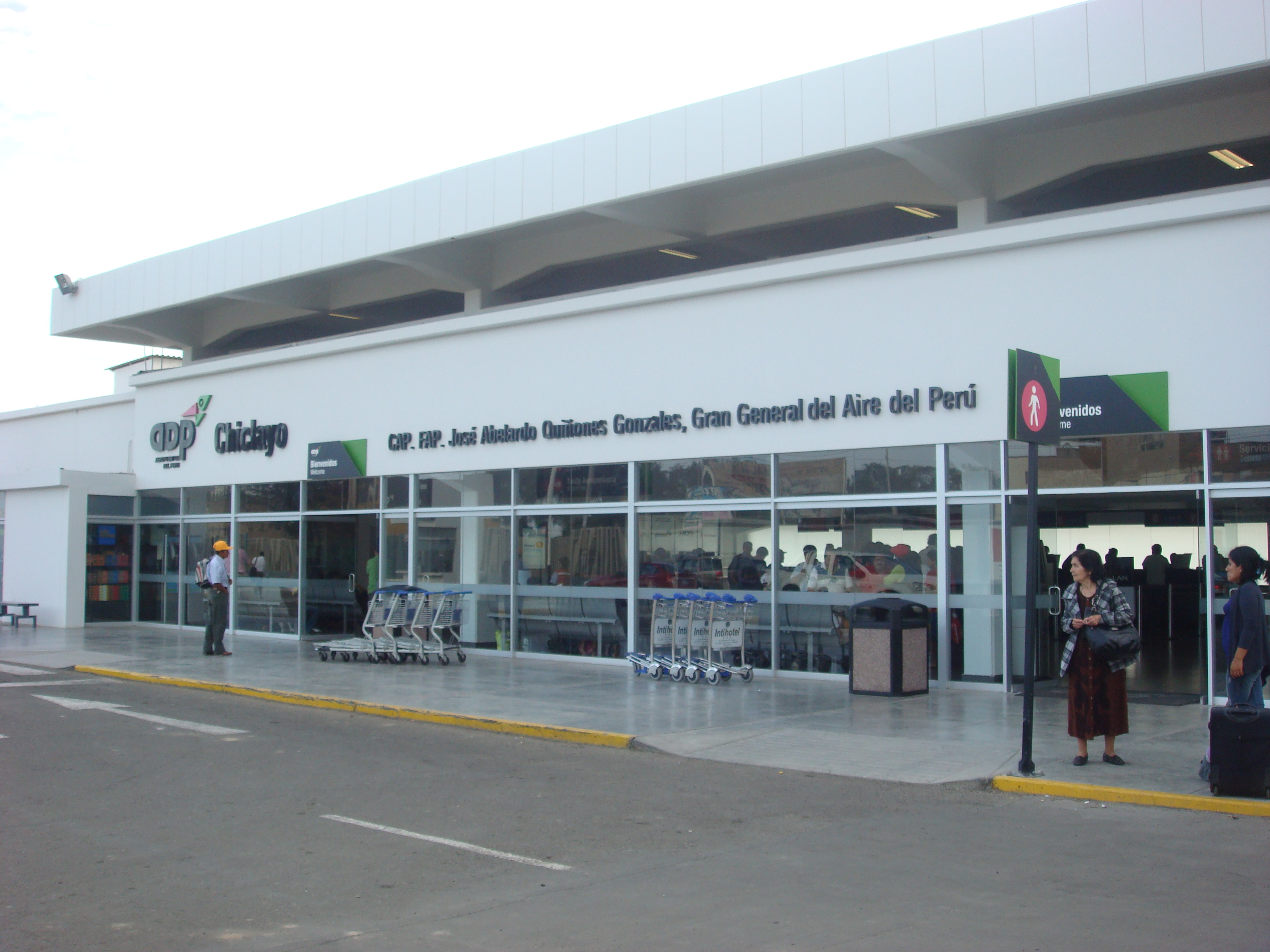
Aéroport international Capitán FAP José A. Quiñones.

Le département possède 2 petits ports maritimes à Puerto Eten et à Pimentel, petit port de pêche qui possède la plus longue jetée du Pérou..
Un seul aéroport international, à Chiclayo dessert le département; l'aéroport Capitán FAP José A. Quiñones González (en).

## Éducation

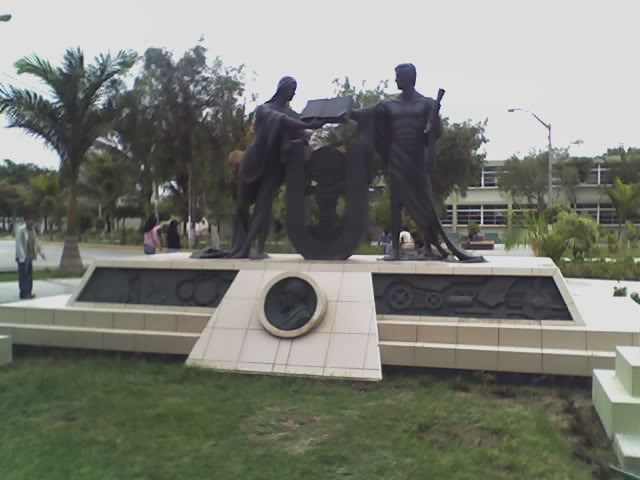
Université nationale Pedro Ruiz Gallo.

Dans le département de Lambayeque, comme dans le reste du pays, le système éducatif est divisé en trois niveaux: l'enseignement initial, l'enseignement primaire et l'enseignement secondaire. Vient ensuite l'enseignement supérieur, qui peut être universitaire, technique, productif ou technologique. Au Lambayeque, le taux d'alphabétisation est de 92,6 %, le taux de scolarisation est de 85 % et le niveau d'instruction est de 90,1 %.
L'éducation de base est dispensée dans 1 561 centres éducatifs (publics et privés), 426 sont destinés à l’enseignement initial, 852 à l’enseignement primaire et 283 à l’enseignement secondaire.
Pour l'enseignement supérieur, la région abrite les universités suivantes :
- Université privée de Chiclayo (UDCH).
- Université nationale Pedro Ruiz Gallo (es) (UNPRG), l'une des premières universités du nord du Pérou.
- Université Saint Martin de Porrès (USMP).
- Université Señor de Sipán (USS).
- Université César Vallejo (UCV).
- Université catholique Saint Thuribe de Mogrovejo (USAT).
- Université technologique du Pérou (UTP).